# Gốm Bát Tràng
Gốm Bát Tràng là tên gọi chung của các loại đồ gốm Việt Nam được sản xuất tại làng Bát Tràng, thuộc xã Bát Tràng, thành phố Hà Nội và xã Phụng Công, tỉnh Hưng Yên. Tên gọi Bát Tràng có thể hiểu là "cái đình lớn chuyên sản xuất bát". Tuy nhiên, theo một số tài liệu khác, tên gọi Bát Tràng có thể bắt nguồn từ tên gọi Bạch Thổ Phường, nghĩa là "phường đất sét trắng”.

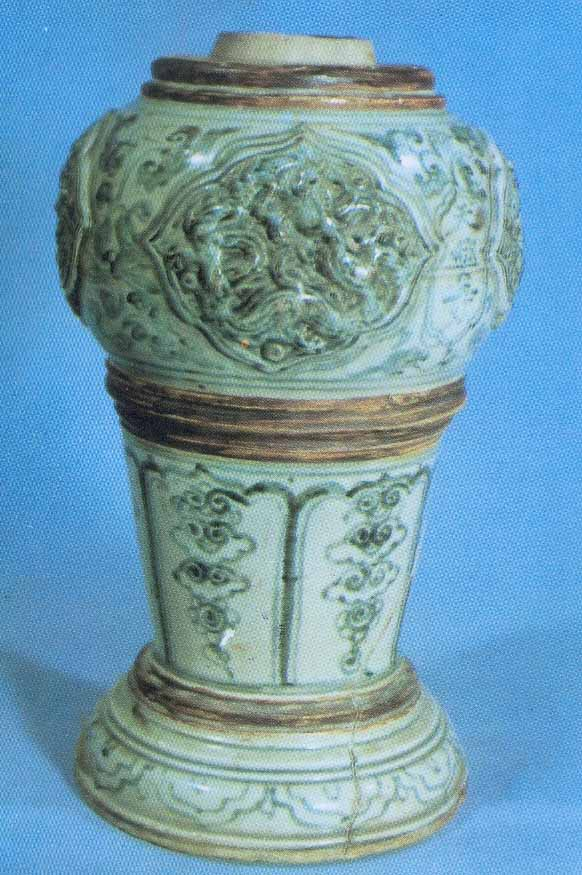
Chân đèn gốm tráng men lam, một loại sơn nổi tiếng của Bát Tràng (ảnh chụp Bảo tàng lịch sử Việt Nam)

## Vị trí

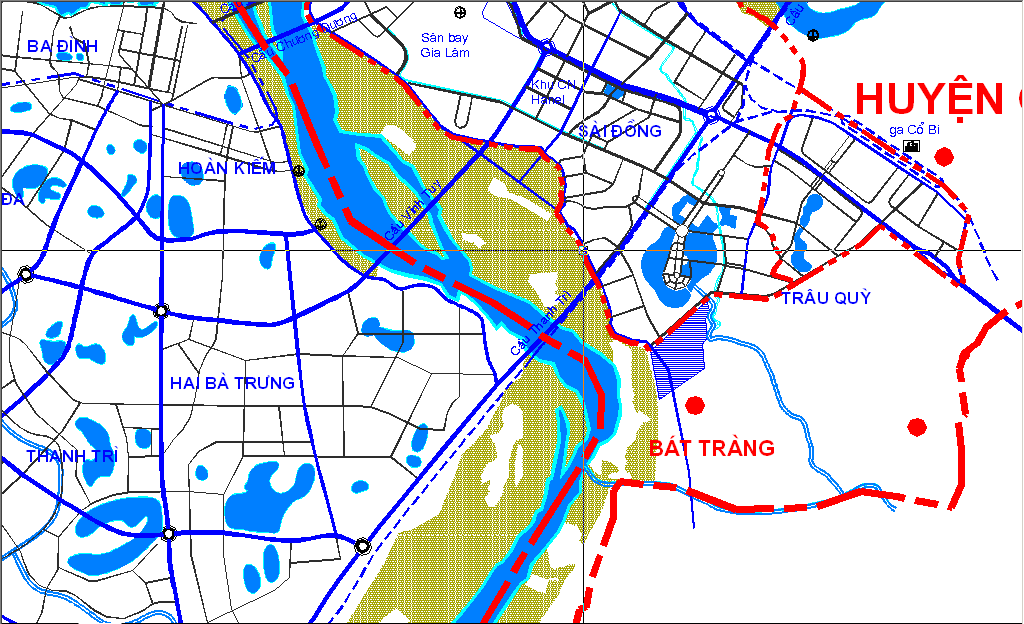
Vị trí xã Bát Tràng ở huyện Gia Lâm

Xã Bát Tràng (社鉢場) gồm hai thôn là Bát Tràng và Giang Cao, thuộc huyện Gia Lâm, thành phố Hà Nội. Làng Bát Tràng được hình thành từ khi nhà Lý dời đô từ Hoa Lư về Thăng Long,huyện Yên Mô, phủ Trường Yên, trấn Thanh Hóa ngoại, nay là hai thôn của xã Yên Thành, huyện Yên Mô, tỉnh Ninh Bình), theo vua Lý Công Uẩn dời đô từ Hoa Lư ra khu vực gần Thăng Long lập nên ngôi làng này.
Khi những người dân Bạch Bát đến vùng đất bồi trên bờ sông Hồng, Họ đã lập phường làm nghề gốm; lúc đầu thôn Bát Tràng được gọi là Bạch Thổ Phường, sinh sống chủ yếu bằng nghề làm gốm sứ và buôn bán.
Năm 1958, nhà nước thực hiện đào sông Bắc Hưng Hải - Đại thủy nông Bắc Hưng Hải làm thủy lợi tưới tiêu cho một vùng đồng ruộng rộng lớn của 3 tỉnh: Bắc Ninh, Hưng Yên, Hải Dương, tạo ra thêm một con đường mới đi vào xã Bát Tràng, vì vậy từ Hà Nội, có thể theo đường thủy từ bến Chương Dương hoặc bến Phà Đen, xuôi sông Hồng đến bến Bát Tràng, cũng có thể theo đường bộ qua sông Hồng rồi theo đê sông Hồng đến dốc Giang Cao rẽ xuống Bát Tràng (khoảng 15 km) hoặc theo quốc lộ số 5 đến Trâu Quỳ rẽ về phía tay phải theo đường liên huyện qua xã Đa Tốn đến Bát Tràng (khoảng hơn 20 km).
Ngày nay việc đến Bát Tràng rất thuận lợi vì từ năm 2006, công ty vận tải Hà Nội đã mở tuyến xe buýt 47 về đến Chợ Gốm Làng cổ Bát Tràng là điểm cuối bến.

## Lịch sử
Theo Đại Việt sử ký toàn thư và Dư địa chí của Nguyễn Trãi, làng gốm Bát Tràng được hình thành từ thời Lý. Khi Vua Lý Thái Tổ dời đô từ Hoa Lư ra Thăng Long, 5 dòng họ làm nghề gốm nổi tiếng của làng Bồ Bát, huyện Yên Mô, phủ Trường Yên (nay thuộc huyện Yên Mô, tỉnh Ninh Bình) là Trần, Vương, Nguyễn, Lê, Phạm đã quyết định đưa các nghệ nhân làm gốm và gia đình dời làng di cư về kinh thành Thăng Long tìm đất lập nghiệp. Đến Bạch Thổ phường thuộc huyện Gia Lâm, phủ Thuận An (nay là xã Bát Tràng, huyện Gia Lâm, Hà Nội) - nơi có nguồn nguyên liệu tốt để làm đồ gốm là đất sét trắng, 5 dòng họ đã kết hợp với dòng họ Nguyễn ở đây mở lò sản xuất gốm, lập nên làng gốm Bát Tràng.
Theo ký ức và tục lệ dân gian thì trong số các dòng họ ở Bát Tràng, có dòng họ Nguyễn Ninh Tràng. Có ý kiến cho rằng Nguyễn Ninh Tràng là họ Nguyễn ở trường Vĩnh Ninh, một lò gốm ở Ninh Bình, nhưng chưa có tư liệu xác nhận. Gia phả một số dòng họ ở Bát Tràng như họ Lê, Vương, Phạm, Nguyễn... ghi nhận rằng tổ tiên xưa từ Bồ Bát di cư ra đây (Bồ Bát là Bồ Xuyên và Bạch Bát). Vào thời Hậu Lê khoảng cuối thế kỉ thứ 14 - đầu thế kỉ 15 và đầu thời Nguyễn, xã Bồ Xuyên và trang Bạch Bát thuộc tổng Bạch Bát, huyện Yên Mô, phủ Trường Yên, trấn Thanh Hoá Ngoại. Ngày nay, Bồ Xuyên và Bạch Bát là hai thôn của xã Yên Thành, huyện Yên Mô, tỉnh Ninh Bình, vùng này có loại đất sét trắng rất thích hợp với nghề làm gốm. Theo truyền thuyết và gia phả một số họ như họ Vũ ở Bồ Xuyên, ngày xưa cư dân Bồ Bát chuyên làm nghề gốm từ lâu đời. Điều này được xác nhận qua dấu tích của những lớp đất nung và mảnh gốm ken dày đặc tìm thấy nhiều nơi ở vùng này.
Năm 1010, vua Lý Thái Tổ dời đô về Thăng Long, Thăng Long trở thành trung tâm chính trị của nước Đại Việt. Do nhu cầu phát triển của kinh thành, nhiều thương nhân, thợ thủ công từ các nơi tìm về Thăng Long hành nghề và lập nghiệp. Sự ra đời và phát triển của Thăng Long đã tác động mạnh đến hoạt động kinh tế của các làng xung quanh, trong đó có làng Bát Tràng. Đặc biệt vùng này lại có nhiều đất sét trắng, một nguồn nguyên liệu tốt để sản xuất đồ gốm. Một số thợ gốm Bồ Bát đã di cư ra đây cùng họ Nguyễn Ninh Tràng lập lò gốm, gọi là Bạch Thổ phường (phường Đất Trắng). Những đợt di cư tiếp theo đã biến Bát Tràng từ một làng gốm bình thường đã trở thành một trung tâm gốm nổi tiếng được triều đình chọn cung cấp đồ cống phẩm cho nhà Minh.
Cũng ở thời nhà Lý, có ba vị Thái học sinh là Hứa Vinh Kiều (hay Cảo), Đào Trí Tiến và Lưu Phương Tú (hay Lưu Vĩnh Phong) được cử đi sứ Bắc Tống. Sau khi hoàn tất sứ mệnh, trên đường trở về nước qua Thiều Châu (Quảng Đông) (hiện nay tại Triều Châu, tỉnh Quảng Đông, Trung Quốc) gặp bão, phải nghỉ lại. Ở đây có lò gốm nổi tiếng, ba ông đến thăm và học được một số kỹ thuật đem về truyền bá cho các làng nghề gốm Việt Nam. Hứa Vĩnh Kiều truyền cho Bát Tràng nước men rạn trắng. Đào Trí Tiến truyền cho Thổ Hà (thị xã Việt Yên, tỉnh Bắc Giang) nước men sắc màu vàng đỏ. Lưu Phương Tú truyền cho Phù Lãng (thị xã Quế Võ, tỉnh Bắc Ninh) nước men màu đỏ màu vàng thẫm.

### Thế kỉ 15–16

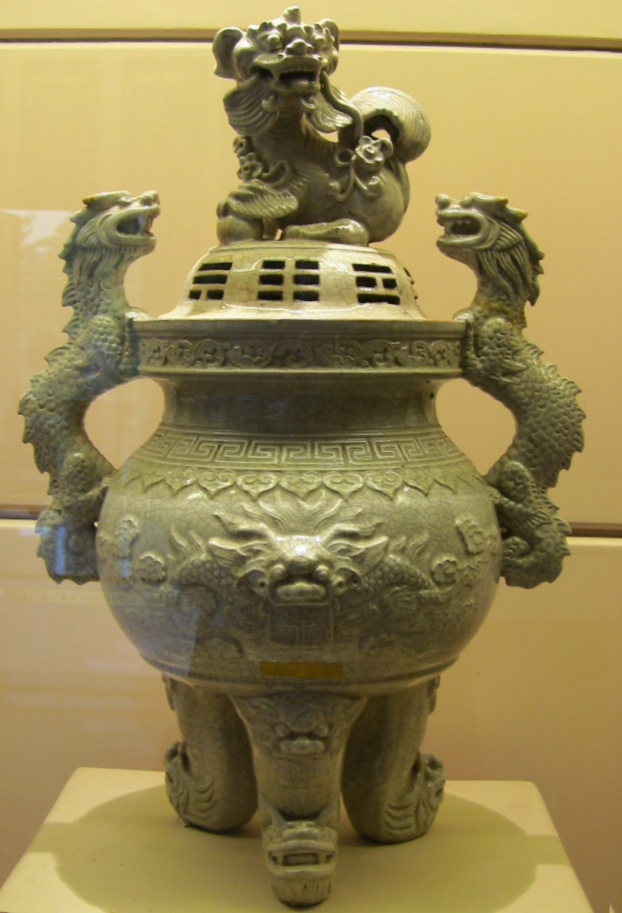
Một chiếc đỉnh bằng gốm tráng men trang trí đắp nổi rồng và nghê do thợ làng Bát Tràng chế tạo vào năm 1736, thời Cảnh Hưng.

Chính sách của nhà Mạc đối với công thương nghiệp trong thời gian này là cởi mở, không chủ trương "ức thương" như trước nên kinh tế hàng hoá có điều kiện phát triển thuận lợi hơn; nhờ đó, sản phẩm gốm Bát Tràng được lưu thông rộng rãi. Gốm Bát Tràng thời Mạc có nhiều sản phẩm có minh văn ghi rõ năm chế tạo, tên người đặt hàng và người sản xuất. Qua những minh văn này cho thấy người đặt hàng bao gồm cả một số quan chức cao cấp và quý tộc nhà Mạc như công chúa Phúc Tràng, phò mã Ngạn quận công, Đà quốc công Mạc Ngọc Liễn, Mĩ quốc công phu nhân... Người đặt hàng trải ra trên một không gian rộng lớn bao gồm nhiều phủ huyện vùng đồng bằng Bắc Bộ và bắc Trung Bộ.

### Thế kỉ 16–17
Sau những phát kiến địa lý vào cuối thế kỉ 15, nhiều nước phát triển của Tây Âu tràn sang phương Đông. Các nước Bồ Đào Nha, Hà Lan, Anh, Pháp... bắt đầu thành lập công ty, xây dựng căn cứ ở phương Đông để buôn bán. Hoạt động mậu dịch hàng hải khu vực Đông Nam Á vốn có lịch sử lâu đời càng trở nên sôi động, lôi cuốn các nước trong khu vực vào hệ thống buôn bán châu Á và với thị trường thế giới đang hình thành.
Sau khi thành lập, nhà Minh (Trung Quốc) chủ trương cấm tư nhân buôn bán với nước ngoài làm cho việc xuất khẩu gốm sứ nổi tiếng của Trung Quốc bị hạn chế đã tạo điều kiện cho đồ gốm Bát Tràng mở rộng thị trường ở vùng Đông Nam Á. Khi nhà Minh (Trung Quốc) bãi bỏ chính sách bế quan toả cảng (1567) nhưng vẫn cấm xuất khẩu một số nguyên liệu và mặt hàng quan trọng sang Nhật Bản, đã tạo cho quan hệ buôn bán giữa Việt Nam và Nhật Bản đặc biệt phát triển, qua đó nhiều đồ gốm Bát Tràng được nhập cảng vào Nhật Bản.
Năm 1644 nhà Thanh (Trung Quốc) tái lập lại chính sách cấm vượt biển buôn bán với nước ngoài, cho đến năm 1684 sau khi giải phóng Đài Loan. Trong thời gian đó, một số mặt hàng xuất khẩu của Việt Nam, trong đó có đồ gốm Bát Tràng không bị hàng Trung Quốc cạnh tranh nên lại có điều kiện phát triển mạnh.
Thế kỉ 15–17 là giai đoạn phát triển mạnh mẽ của ngành sản xuất gốm xuất khẩu Việt Nam, trong đó ở phía bắc có hai trung tâm quan trọng và nổi tiếng là Bát Tràng và Chu Đậu-Mỹ Xá (các xã Minh Tân, Thái Tân, huyện Nam Sách, tỉnh Hải Dương). Lúc bấy giờ, Thăng Long (Hà Nội) và Phố Hiến (nay thuộc tỉnh Hưng Yên) là hai đô thị lớn nhất và cũng là hại trung tâm mậu dịch đối ngoại thịnh đạt nhất của Đàng Ngoài. Bát Tràng có may mắn và thuận lợi lớn là nằm bên bờ sông Nhị (sông Hồng) ở khoảng giữa Thăng Long và Phố Hiến, trên đường thủy nối liền hai đô thị này và là cửa ngõ thông thương với thế giới bên ngoài. Qua thuyền buôn Trung Quốc, Nhật Bản, các nước Đông Nam Á và các nước phương Tây, đồ gốm Việt Nam được bán sang Nhật Bản và nhiều nước Đông Nam Á, Nam Á.
Các công ty phương Tây, nhất là Công ty Đông Ấn của Hà Lan, trong phương thức buôn bán "từ Ấn Độ (phương Đông) sang Ấn Độ", đã mua nhiều đồ gốm Việt Nam bán sang thị trường Đông Nam Á và Nhật Bản.

### Cuối thế kỉ 17 và đầu thế kỉ 18
Việc xuất khẩu và buôn bán đồ gốm Việt Nam ở Đông Nam Á bị giảm sút nhanh chóng vì sau khi Đài Loan được giải phóng (1684) và triều Thanh bãi bỏ chính sách cấm vượt biển buôn bán với nước ngoài. Từ đó, gốm sứ chất lượng cao của Trung Quốc tràn xuống thị trường Đông Nam Á và đồ gốm Việt Nam không đủ sức cạnh tranh. Nhật Bản, sau một thời gian đóng cửa để bảo vệ các nguyên liệu quý như bạc, đồng, đã đẩy mạnh được sự phát triển các ngành kinh tế trong nước như tơ lụa, đường, gốm sứ... mà trước đây phải mua sản phẩm của nước ngoài.

### Thế kỉ 18–19

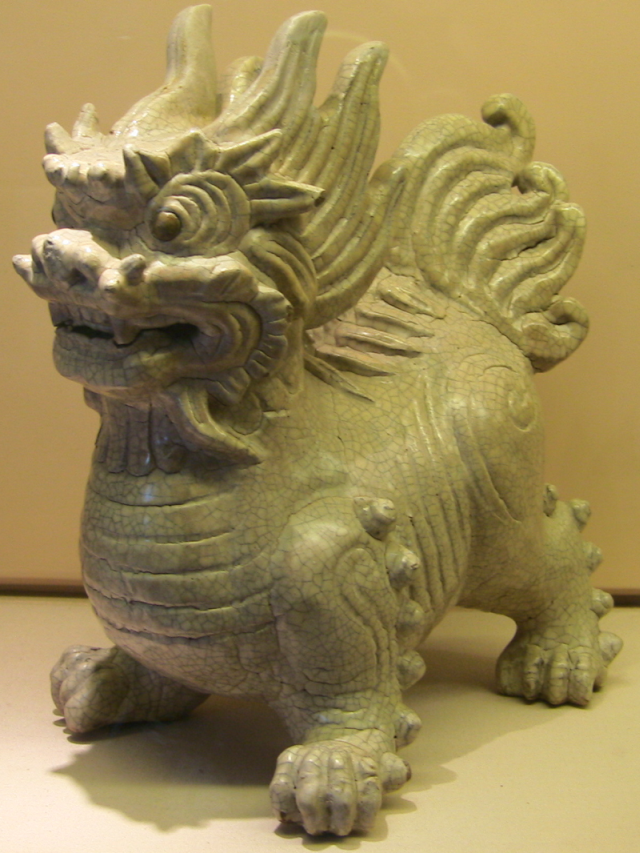
Tượng nghê bằng gốm do thợ gốm làng Bát Tràng làm thời Cảnh Hưng.

Một số nước phương Tây đi vào cuộc cách mạng công nghiệp với những hàng hoá mới cần thị trường tiêu thụ rộng lớn. Tình hình kinh tế đó cùng với chính sách hạn chế ngoại thương của các chính quyền Trịnh, Nguyễn trong thế kỉ 18 và của nhà Nguyễn trong thế kỉ 19 đã làm cho quan hệ mậu dịch đối ngoại của Việt Nam sa sút và việc xuất khẩu đồ gốm cũng bị suy giảm. Đó là lý do khiến một số làng nghề gốm bị gián đoạn sản xuất (như làng gốm Chu Đậu-Mỹ Xá). Gốm Bát Tràng tuy có bị ảnh hưởng, nhưng vẫn giữ được sức sống bền bỉ nhờ có một thị trường tiêu thụ rộng rãi trong nước với những đồ gia dụng, đồ thờ, đồ trang trí và gạch xây rất cần thiết cho mọi tầng lớp xã hội từ quý tộc đến dân thường. Trong giai đoạn này, gốm Bát Tràng xuất khẩu giảm sút, nhưng làng gốm Bát Tràng vẫn là một trung tâm sản xuất gốm truyền thống có tiếng trong nước.

### Thế kỉ 19 đến nay

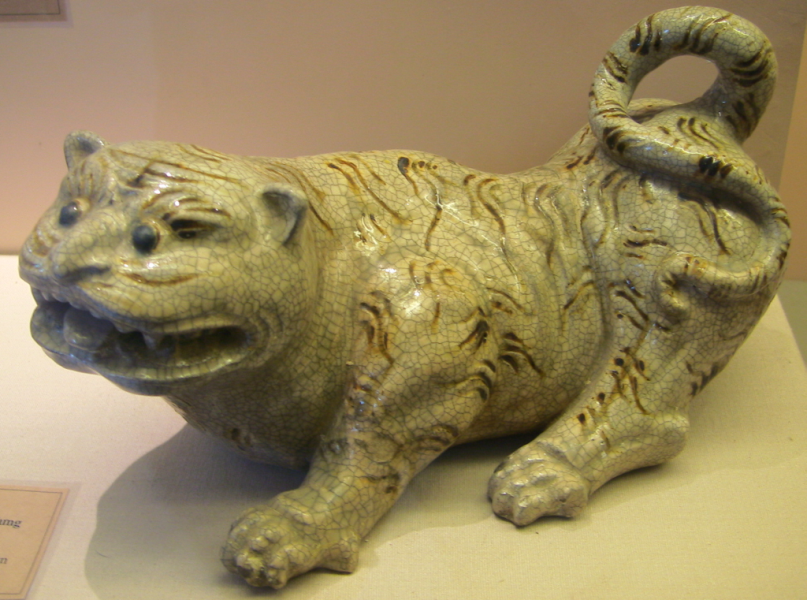
Tượng hổ bằng gốm do thợ gốm làng Bát Tràng làm thời Cảnh Hưng.

- Trong thời Pháp thuộc, các lò gốm Bát Tràng tuy bị một số xí nghiệp gốm sứ và hàng ngoại nhập cạnh tranh nhưng vẫn duy trì được hoạt động bình thường.
- Sau Chiến tranh Đông Dương (1945–1954), năm 1957, 10 cá nhân là địa chủ, con địa chủ của thôn Giang Cao (sau cải cách ruộng đất năm 1955) góp vốn thành lập công ty gốm Trường Thịnh, để sản xuất gốm sứ dân dụng phục vụ xã hội, đây là nền tảng khởi đầu cho Xí nghiệp sứ Bát Tràng. Năm 1958 nhà nước làm công tư hợp doanh, chuyển đổi công ty gốm Trường Thịnh thành Xí nghiệp sứ Bát Tràng, thuê công nhân thôn Bát Tràng vào làm việc. Với cơ sở vật chất đầy đủ, nhân công Bát Tràng được thử nghiệm, thực hành, sáng tạo trên cơ sở sự chịu khó, cần cù đã tạo nên được một thế hệ có tay nghề gốm vững chãi. Cùng lúc đó một số hợp tác xã như Hợp Thành (1962), đóng ở phần đất gần với xã Đa Tốn, Hưng Hà (1977), Hợp Lực (1978), Thống Nhất (1982), Ánh Hồng (1984) và Liên hiệp ngành gốm sứ (1984)Xí nghiệp X51, X54 (1988)... Các cơ sở sản xuất trên cung cấp hàng tiêu dùng trong nước, một số hàng mĩ nghệ và một số hàng xuất khẩu. Những nghệ nhân nổi tiếng như của Bát Tràng như Đào Văn Can, Nguyễn Văn Khiếu, Lê Văn Vấn, Lê Văn Cam,Trần Hợp... đào tạo được nhiều thợ gốm trẻ cung cấp cho các lò gốm mới mở ở các tỉnh.

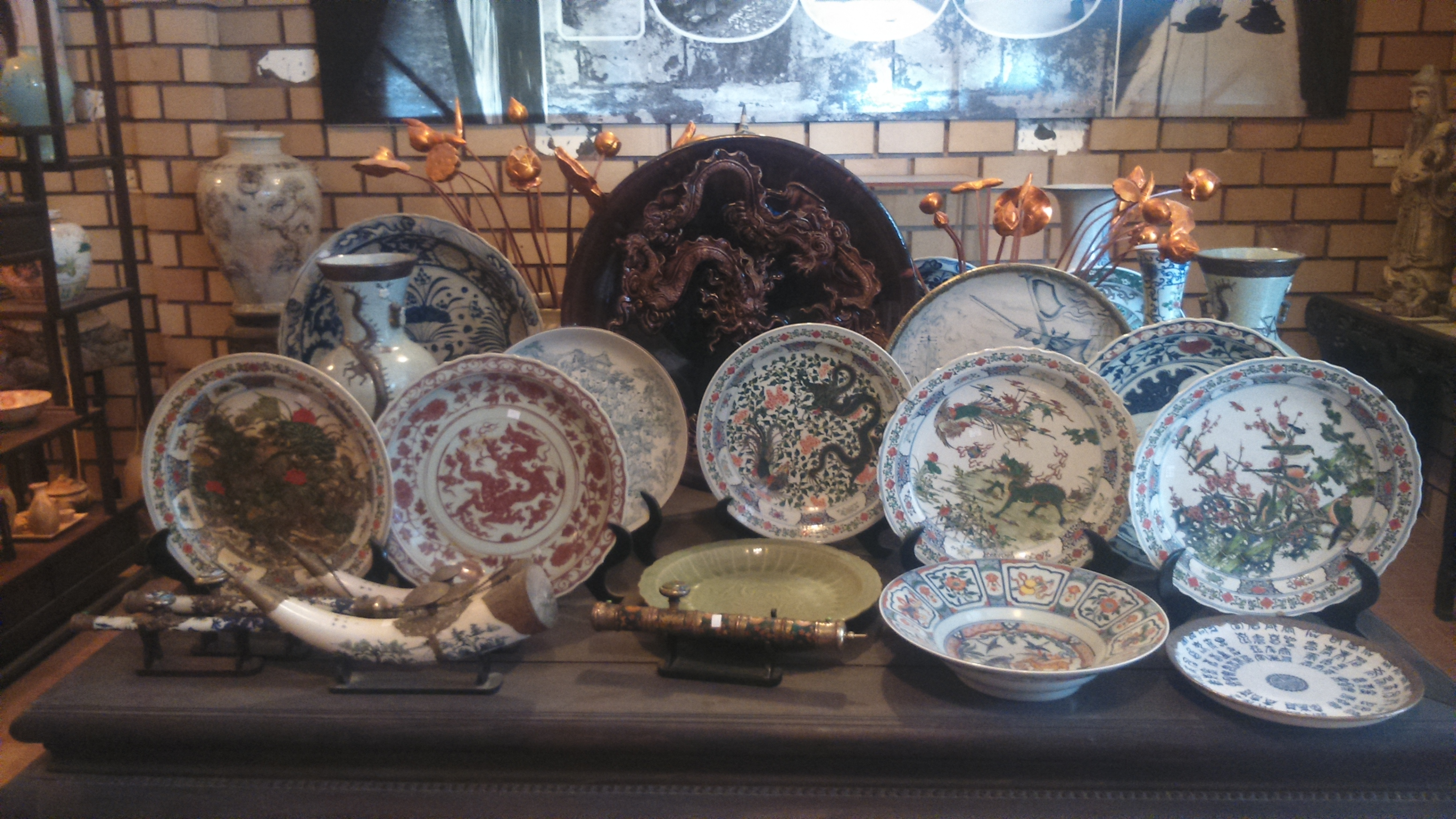
Một số mặt hàng gốm Bát Tràng ngày nay

- Sau năm 1986 làng gốm Bát Tràng có sự chuyển biến lớn theo hướng kinh tế thị trường. Các hợp tác xã lần lượt giải thể hoặc chuyển thành công ty cổ phần, những công ty lớn được thành lập nhưng vẫn còn tồn tại nhiều tổ sản xuất và phổ biến là những đơn vị sản xuất nhỏ theo hộ gia đình. Xã Bát Tràng nay đã trở thành một trung tâm gốm lớn.
- Hiện nay, sản phẩm gốm Bát Tràng càng ngày càng phong phú và đa dạng. Ngoài các mặt hàng truyền thống, các lò gốm Bát Tràng còn sản xuất nhiều sản phẩm mới đáp ứng yêu cầu tiêu dùng trong Việt Nam như các loại ấm chén, bát đĩa, lọ hoa... kiểu mới, các vật liệu xây dựng, các loại sứ cách điện... và các sản phẩm xuất khẩu theo đơn đặt hàng của nước ngoài. Sản phẩm Bát Tràng có mặt trên thị trường cả nước và được xuất khẩu sang nhiều nước châu Á, châu Âu. Bát Tràng cuốn hút nhiều nhân lực từ khắp nơi về sáng tác mẫu mã mới và cải tiến công nghệ sản xuất. Một số nghệ nhân đã bước đầu thành công trong việc khôi phục một số đồ gốm cổ truyền với những kiểu dáng và nước men đặc sắc thời Lý, Trần, Lê, Mạc...

## Quy trình sản xuất gốm sứ Bát Tràng
Để làm ra đồ gốm người thợ gốm phải qua các khâu chọn, xử lý và pha chế đất, tạo dáng, tạo hoa văn, phủ men, và cuối cùng là nung sản phẩm. Kinh nghiệm truyền đời của dân làng gốm Bát Tràng là "Nhất xương, nhì da, thứ ba dạc lò".
Người thợ gốm quan niệm hiện vật gốm không khác nào một cơ thể sống, một vũ trụ thu nhỏ trong đó có sự kết hợp hài hòa của Ngũ hành (五行) là kim (金), mộc (木), thủy (水), hoả (火) và thổ (土). Sự phát triển của nghề nghiệp được xem như là sự hanh thông của Ngũ hành mà sự hanh thông của Ngũ hành lại nằm trong quá trình lao động sáng tạo với những quy trình kĩ thuật chặt chẽ, chuẩn xác.

### Quá trình tạo cốt gốm

#### Chọn đất
Điều quan trọng đầu tiên để hình thành nên các lò gốm là nguồn đất sét làm gốm. Những trung tâm sản xuất gốm thời cổ thường là sản xuất trên cơ sở khai thác nguồn đất tại chỗ. Làng gốm Bát Tràng cũng vậy, sở dĩ dân làng Bồ Bát chọn khu vực làng Bát Tràng hiện nay làm đất định cư phát triển nghề gốm vì trước hết họ đã phát hiện ra mỏ đất sét trắng ở đây. Đến thế kỉ 18, nguồn đất sét trắng tại chỗ đã cạn kiệt nên người dân Bát Tràng buộc phải đi tìm nguồn đất mới. Không giống như tổ tiên, dân Bát Tràng vẫn định cư lại ở các vị trí giao thông thuận lợi và thông qua dòng sông bến cảng, dùng thuyền toả ra các nơi khai thác các nguồn đất mới. Từ Bát Tràng ngược sông Hồng lên vùng Sơn Tây, Phúc Yên, rẽ qua sông Đuống, xuôi dòng Kinh Thầy đến Đông Triều, khai thác đất sét trắng ở Hồ Lao, Trúc Thôn.
Đất sét Trúc Thôn có độ dẻo cao, khó tan trong nước, hạt mịn, màu trắng xám, độ chịu lửa ở khoảng 1650°C. Thành phần hoá học (tính trung bình theo % trọng lượng) của đất sét Trúc Thôn như sau: Al203: 27,07; Si02: 55,87; Fe203 1,2; Na2O 0,7; CaO 2,57; MgO 0,78; K2O: 2,01; Ti02: 0,81. Tuy là loại đất tốt được người thợ gốm Bát Tràng ưa dùng nhưng sét Trúc Thôn cũng có một số hạn chế như chứa hàm lượng oxide sắt khá cao, độ ngót khi sấy khô lớn và bản thân nó không được trắng.

#### Xử lý, pha chế đất

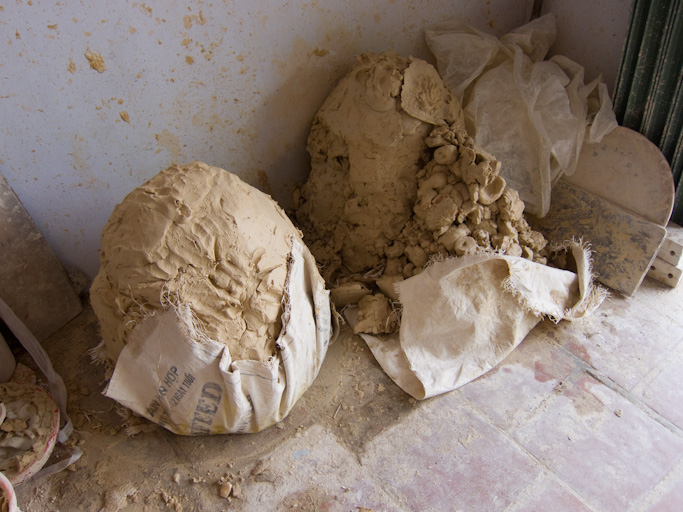
Đất sét đã luyện

Trong đất nguyên liệu thường có lẫn tạp chất, ngoài ra tuỳ theo yêu cầu của từng loại gốm khác nhau mà có thể có những cách pha chế đất khác nhau để tạo ra sản phẩm phù hợp. Ở Bát Tràng, phương pháp xử lý đất truyền thống là xử lý thông qua ngâm nước trong hệ thống bể chứa, gồm 4 bể ở độ cao khác nhau.
Bể thứ nhất ở vị trí cao hơn cả là "bể đánh" dùng để ngâm đất sét thô và nước (thời gian ngâm khoảng 3-4 tháng). Đất sét dưới tác động của nước sẽ bị phá vỡ kết cấu hạt nguyên thủy của nó và bắt đầu quá trình phân rã (dân gian gọi là ngâm lâu để cho đất nát ra). Khi đất đã "chín" (cách gọi dân gian), đánh đất thật đều, thật tơi để các hạt đất thực sự hoà tan trong nước tạo thành một hỗn hợp lỏng. Sau đó tháo hỗn hợp lỏng này xuống bể thứ hai gọi là "bể lắng" hay "bể lọc". Tại đây đất sét bắt đầu lắng xuống, một số tạp chất (nhất là các chất hữu cơ) nổi lên, tiến hành loại bỏ chúng.
Sau đó, múc hồ loãng từ bể lắng sang bể thứ ba gọi là "bể phơi", người Bát Tràng thường phơi đất ở đây khoảng 3 ngày, sau đó chuyển đất sang bể thứ tư là "bể ủ". Tại bể ủ, ôxyt sắt (Fe2O3) và các tạp chất khác bị khử bằng phương pháp lên men (tức là quá trình vi sinh vật hoá khử các chất có hại trong đất). Thời gian ủ càng lâu càng tốt.
Nhìn chung, khâu xử lý đất của người thợ gốm Bát Tràng thường không qua nhiều công đoạn phức tạp. Trong quá trình xử lý, tuỳ theo từng loại đồ gốm mà người ta có thể pha thêm cao lanh ở mức độ nhiều ít khác nhau.

#### Tạo dáng

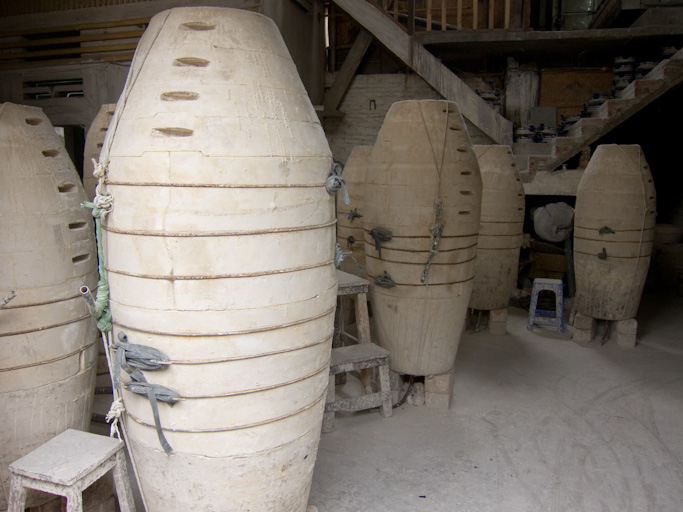
Khuôn làm gốm tại Bát Tràng

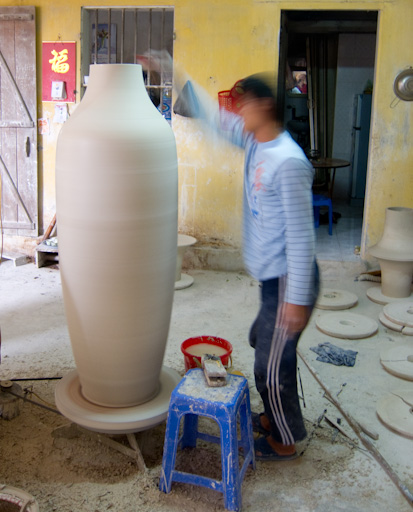
Tạo dáng cho sản phẩm Bát Tràng

Phương pháp tạo dáng cổ truyền của người làng Bát Tràng là làm bằng tay trên bàn xoay. Trong khâu tạo dáng, người thợ gốm Bát Tràng sử dụng phổ biến lối "vuốt tay, be chạch" trên bàn xoay, trước đây công việc này thường vẫn do phụ nữ đảm nhiệm. Thợ ngồi trên một cái ghế cao hơn mặt bàn rồi dùng chân quay bàn xoay và tay vuốt đất tạo dáng sản phẩm. Đất trước khi đưa vào bàn xoay được vò cho thật nhuyễn, cuốn thành thoi rồi ném ("bắt nẩy") để thu ngắn lại. Sau đó người ta đặt vào mà giữa bàn xoay, vỗ cho đất dính chặt rồi lai nén và kéo cho đất nhuyễn dẻo mới "đánh cử" đất và "ra hương" chủ yếu bằng hai ngón tay bên phải. Sau khi quá trình kéo đất bằng tay và bằng sành tới mức cần thiết người thợ sẽ dùng sành dan để định hình sản phẩm. Sản phẩm "xén lợi" và "bắt lợi" xong thì được cắt chân đưa ra đặt vào "bửng". Việc phụ nữ sử dụng bàn xoay vuốt tạo dáng ban đầu của sản phẩm là công việc khá phổ biến ở mỗi lò gốm cổ Việt Nam (không chỉ riêng Bát Tràng) nhưng lại rất xa lạ đối với một số người thợ gốm bên phương Tây. Tuy thế, kĩ thuật này đã mất dần và hiện nay không còn mấy người thợ gốm Bát Tràng còn có thể làm được công việc này nữa. "Be chạch" cũng là một hình thức vuốt sản phẩm trên bàn xoay nhẹ đà và chủ yếu do thợ đàn ông đảm nhiệm.
Người thợ "đắp nặn" gốm là người thợ có trình độ kĩ thuật và mĩ thuật cao. Có khi họ đắp nặn một sản phẩm gốm hoàn chỉnh, nhưng cũng có khi họ đắp nặn từng bộ phận riêng rẽ của một sản phẩm và sau đó tiến hành chắp ghép lại. Hiện nay theo yêu cầu sản xuất gốm công nghiệp hay mĩ nghệ, nghệ nhân gốm có thể đắp nặn một sản phẩm mẫu để đổ khuôn thạch cao phục vụ cho việc sản xuất hàng loạt.
Việc tạo hình sản phẩm gốm theo khuôn in (khuôn thạch cao hay khuôn gỗ) được tiến hành như sau: đặt khuôn giữa bàn xoay, ghim chặt lại, láng lòng khuôn rồi ném mạnh đất in sản phẩm giữa lòng khuôn cho bám chắc chân, vét đất lên lợi vành, quay bàn xoay và kéo cán tới mức cần thiết đề tạo sản phẩm. Ngày nay người làng gốm Bát Tràng sử dụng phổ biến kĩ thuật "đúc" hiện vật. Muốn có hiện vật gốm theo kĩ thuật đúc trước hết phải chế tạo khuôn bằng thạch cao. Khuôn có cấu tạo từ đơn giản đến phức tạp. Loại đơn giản là khuôn hai mang, loại phức tạp thì thường cớ nhiều mang, tuỳ theo hình dáng của sản phẩm định tạo. Cách tạo dáng này trong cùng một lúc có thể tạo ra hàng loạt sản phẩm giống nhau, rất nhanh và giản tiện. Ngoài ra người ta còn dùng phương pháp đổ rót: đổ "hồ thừa" hay "hồ đầy" để tạo dáng sản phẩm.

#### Phơi sấy và sửa hàng mộc

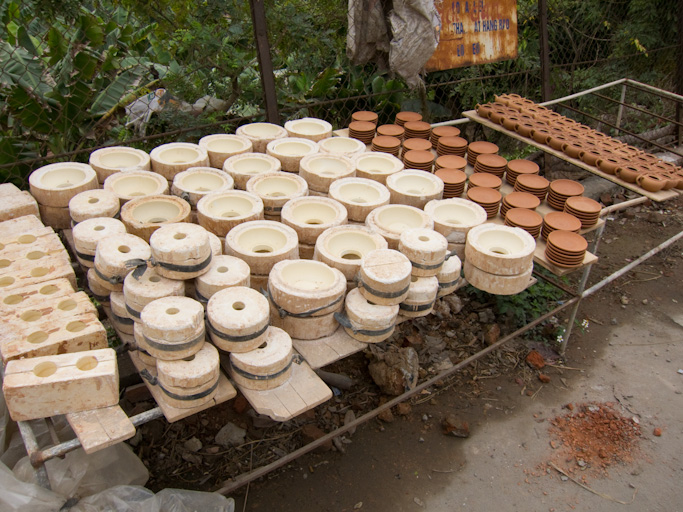
Sản phẩm đem phơi

Tiến hành phơi sản phẩm mộc sao cho khô, không bị nứt nẻ, không làm thay đổi hình dáng của sản phẩm. Biện pháp tối ưu mà xưa nay người Bát Tràng vẫn thường sử dụng là hong khô hiện vật trên giá và để nơi thoáng mát. Ngày nay phần nhiều các gia đình sử dụng biện pháp sấy hiện vật trong lò sấy, tăng nhiệt độ từ từ để cho nước bốc hơi dần dần.
Sản phẩm mộc đã định hình cần đem "ủ vóc" và sửa lại cho hoàn chỉnh. Người thợ gốm đặt sản phẩm vào mà trên bàn xoay nhẹ đà rồi vừa xoay bàn xoay vừa đẩy nhẹ vào chân vóc cho cân, dùng dùi vỗ nhẹ vào chân "vóc" cho đất ở chân "vóc" chặt lại và sản phẩm tròn trở lại (gọi là "lùa"). Người thợ gốm tiến hành các động tác cắt, gọt chỗ thừa, bồi đắp chỗ khuyết, chắp các bộ phận của sản phẩm (như vòi ấm, quai tách...), khoan lỗ trên các sản phẩm, tỉa lại đường nét hoa văn và thuật nước cho mịn mặt sản phẩm. Những sản phẩm sửa lại mà không dùng bàn xoay thì gọi là "làm hàng bộ", phải dùng bàn xoay thì gọi là "làm hàng bàn".
Theo yêu cầu trang trí, có thể đắp thêm đất vào một vài vùng nào đó trên sản phẩm rồi cắt tỉa để tạo hình (đắp phù điêu), có khi phải khắc sâu các hoạ tiết trang trí trên mặt sản phẩm...

### Quá trình trang trí hoa văn và phủ men

#### Kỹ thuật vẽ

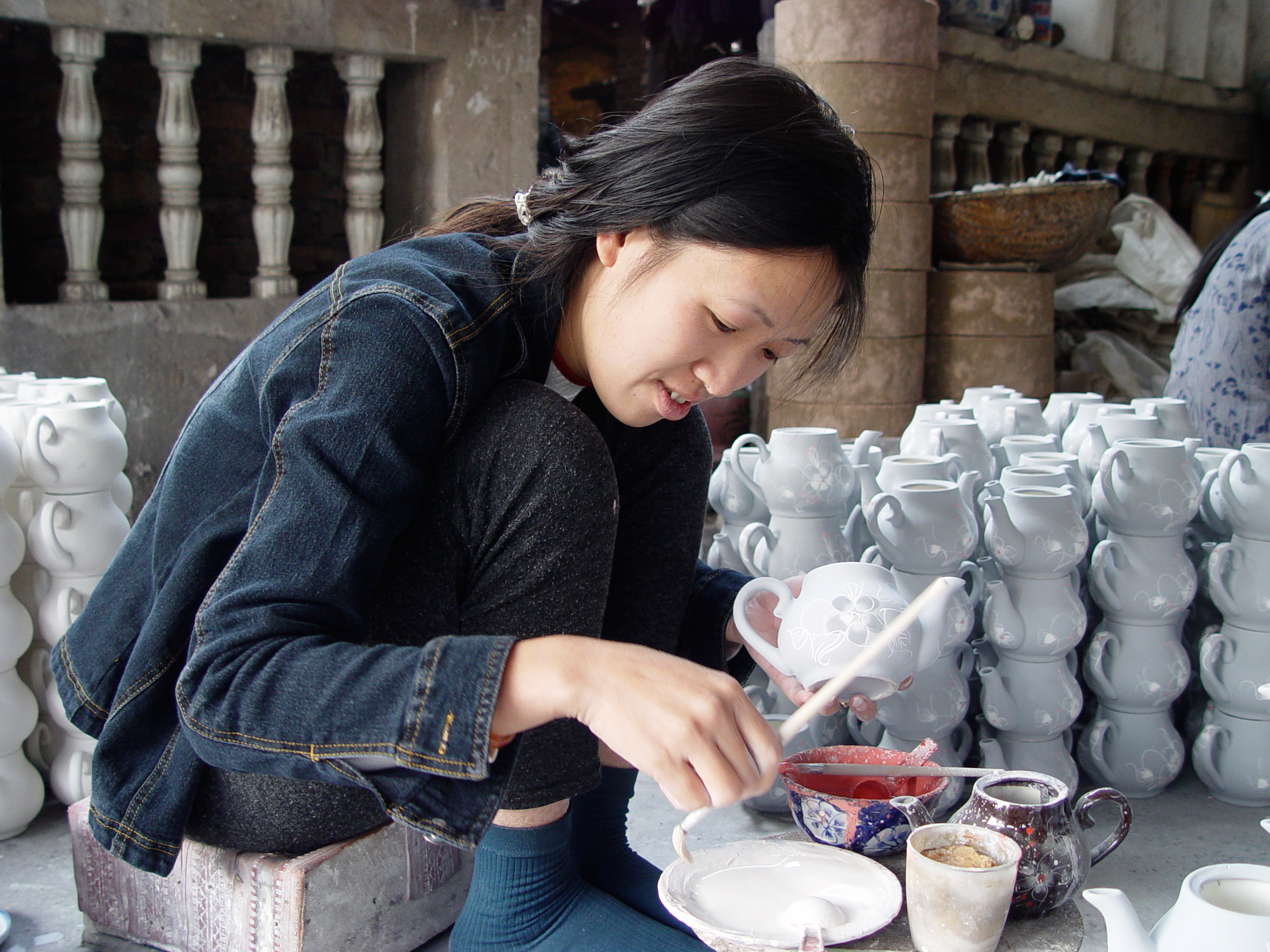
Vẽ và tô màu

Thợ gốm Bát Tràng dùng bút lông vẽ trực tiếp trên nền mộc các hoa văn hoạ tiết. Thợ vẽ gốm phải có tay nghề cao, hoa văn họa tiết phải hài hoà với dáng gốm, các trang trí hoạ tiết này đã nâng nghề gốm lên mức nghệ thuật, mỗi cái là một tác phẩm. Thợ gốm Bát Tràng cũng đã dùng rất nhiều hình thức trang trí khác, có hiệu quả nghệ thuật như đánh chỉ, bôi men chảy màu, vẽ men màu...
Gần đây, Bát Tràng xuất hiện kĩ thuật vẽ trên nền xương gốm đã nung sơ lần 1 hoặc kĩ thuật hấp hoa, một lối trang trí hình in sẵn trên giấy decal, nhập từ nước ngoài. Hai kiểu này tuy đẹp nhưng không phải là truyền thống của Bát Tràng. Những loại này không được coi là nghệ thuật và sáng tạo trong di sản gốm Bát Tràng, cũng như gốm Việt Nam nói chung.

##### Chế tạo men
Men tro là men đặc sắc của gốm Bát Tràng, ngoài ra còn có men màu nâu, thành phần loại men này bao gồm men tro cộng thêm 5% đá thối (hỗn hợp oxide sắt và oxide mangan lấy ở Phù Lãng, Hà Bắc). Từ thế kỉ 15 thợ gốm Bát Tràng đã từng chế tạo ra loại men lam nổi tiếng. Loại men này được chế từ đá đỏ (có chứa oxide côban) đá thối (chứa oxide mangan) nghiền nhỏ rồi trộn với men áo. Men lam phát màu ở nhiệt độ 1250 °C. Đầu thế kỉ 17 người Bát Tràng dùng vôi sống, tro trấu và cao lanh chùa Hội (thuộc Bích Nhôi, Kinh Môn, Hải Dương) có màu hồng nhạt điều chế thành một loại men mới là men rạn.
Thợ gốm Bát Tràng thường quen sử dụng cách chế tạo men theo phương pháp ướt bằng cách cho nguyên liệu đã nghiền lọc kĩ trộn đều với nhau rồi khuấy tan trong nước đợi đến khi lắng xuống thì bỏ phần nước trong ở trên và bã đọng ở dưới đáy mà chỉ lấy các "dị" lơ lửng ở giữa, đó chính là lớp men bóng để phủ bên ngoài đồ vật. Trong quá trình chế tạo men người thợ gốm Bát Tràng nhận thấy để cho men dễ chảy hơn thì phải chế biến bột tro nhỏ hơn nhiều so với bột đất, vì thế mà có câu "nhỏ tro to đàn".

### Tráng men
Khi sản phẩm mộc đã hoàn chỉnh, người thợ gốm có thể nung sơ bộ sản phẩm ở nhiệt độ thấp rồi sau đó mới đem tráng men hoặc dùng ngay sản phẩm mộc hoàn chỉnh đó trực tiếp tráng men lên trên rồi mới nung. Người thợ gốm Bát Tràng thường chọn phương pháp tráng men trực tiếp lên trên sản phẩm mộc hoàn chỉnh. Sản phẩm mộc trước khi đem tráng men phải được làm sạch bụi bằng chổi lông. Những sản phẩm mà xương gốm có màu trước khi tráng men phải có một lớp men lót để che bớt màu của xương gốm, đồng thời cũng phải tính toán tính năng của mỗi loại men định tráng lên từng loại xương gốm, nồng độ men, thời tiết và mức độ khó của xương gốm... Kĩ thuật tráng men có nhiều hình thức như phun men, dội men lên bề mặt cốt gốm cỡ lớn, nhúng men đối với loại gốm nhỏ nhưng thông dụng nhất là hình thức láng men ngoài sản phẩm, gọi là "kìm men", và khó hơn cả là hình thức "quay men" và "đúc men". Quay men là hình thức tráng men bên trong và bên ngoài sản phẩm cùng một lúc, còn đúc men thì chỉ tráng men trong lòng sản phẩm. Đây là những thủ pháp tráng men của thợ gốm Bát Tràng, vừa là kĩ thuật vừa là nghệ thuật, được bảo tồn qua nhiều thế hệ, thậm chí đã từng là bí quyết trong nghề nghiệp ở đây.

### Sửa hàng men
Người thợ gốm tiến hành tu chỉnh lại sản phẩm lần cuối trước khi đưa vào lò nung. Trước hết phải xem kĩ từng sản phẩm một xem có chỗ nào khuyết men thì phải bôi quệt men vào các vị trí ấy. Sau đó họ tiến hành "cắt dò" tức cạo bỏ những chỗ dư thừa men, công việc này gọi là "sửa hàng men".

### Quá trình nung
Khi công việc chuẩn bị hoàn tất thì đốt lò trở thành khâu quyết định sự thành công hay thất bại của một mẻ gốm. Vì thế giờ phút nhóm lò trở nên thiêng liêng trọng đại với người thợ gốm. Người thợ cả cao tuổi nhất thắp ba nén hương và thành kính cầu mong trời đất và thần lửa phù hộ. Việc làm chủ ngọn lửa theo nguyên tắc nâng dần nhiệt độ để lò đạt tới nhiệt độ cao nhất và khi gốm chín thì lại hạ nhiệt độ từ từ chính là bí quyết thành công của khâu đốt lò.
Trước đây người thợ gốm Bát Tràng chuyên sử dụng các loại lò như lò ếch (hay lò cóc), lò đàn và lò bầu để nung gốm, sau này, xuất hiện thêm nhiều loại lò nung khác, càng ngày càng hiện đại và đơn giản trong việc thao tác hơn.

#### Lò nung
Lò ếch là kiểu lò gốm cổ nhất được sử dụng một cách phổ biến ở khắp mọi nơi, hiện nay mất hết dấu tích nhưng qua các nguồn tư liệu gián tiếp vẫn có thể hình dung được lò có hình dáng giống như một con ếch dài khoảng 7 mét, bề ngang chỗ rộng nhất khoảng 3-4 mét, cửa lò rộng khoảng 1,2 mét, cao 1 mét. Đáy lò phẳng nằm ngang, vòm lò cao khoảng từ 2 mét đến 2,7 mét. Bên hông lò có một cửa ngách rộng 1 mét, cao 1,2 mét phục vụ cho việc chồng lò và dỡ sản phẩm. Lò có 3 ống khói thẳng đứng cao 3-3,5 mét. Trong mỗi bầu lò người ta chia thành 5 khu vực xếp sản phẩm là: hàng dàn, hàng gáy, hàng giữa, hàng chuột chạy và hàng mặt.
Trong quá trình lâu dài sử dụng lò ếch, để khắc phục nhược điểm của lớp đất gia cố bên trong và sàn lò, người ta thay vào đó lớp gạch mộc và vữa ghép lại.
Lò đàn xuất hiện vào giữa thế kỉ 19. Lò đàn có bầu lò dài 9 mét, rộng 2,5 mét, cao 2,6 mét được chia thành 10 bích bằng nhau. Vị trí phân cách giữa các bích là hai nống (cột). Cửa lò rộng 0,9 mét, cao l mét. Bích thứ 10 gọi là bích đậu thông với buồng thu khói qua 3 cửa hẹp. Để giữ nhiệt, bích lò kéo dài và ôm lấy buồng thu khói. Lớp vách trong ghép gạch Bát Tràng, lớp vách ngoài xây bằng gạch dân dụng. Mặt dưới của cật lò gần như bằng phẳng còn mặt trên hình vòng khum. Hai bên cật lò từ bích thứ 2 đến bích thứ 9 người ta dấu mở hai cửa nhỏ hình tròn, đường kính 0,2 mét gọi là các lỗ giòi để ném nhiên liệu vào trong bích. Riêng bích đậu người ta mở lỗ đậu (lỗ giòi rộng hơn nửa mét). Nhiệt độ lò đàn có thể đạt được 1250–1300 °C.
Lò bầu, hay lò rồng, xuất hiện vào đầu thế kỉ 20. Lò bầu chia ra làm nhiều ngăn, thường có từ 5 đến 7 bầu (cũng có khi đến 10 bầu). Bầu lò có vòm cuốn liên tiếp vuông góc với trục tiêu của lò tựa như những mảnh vỏ sò úp nối với nhau. Người ta dùng gạch chịu lửa đề xây dựng vòm cuốn của lò. Lò dài khoảng 13 mét cộng với đoạn để xây ống khói ở phía đuôi dài 2 mét thì toàn bộ độ dài của lò tới 15 mét. Độ nghiêng của trục lò khoảng 12-15⁰. Nhiệt độ của lò bầu có thể đạt tới 1300 °C.
Lò hộp hay lò đứng: Khoảng năm 1975 trở lại đây người Bát Tràng chuyển sang xây dựng lò hộp để nung gốm. Lò thường cao 5 mét rộng 0,9 mét, bên trong xây bằng gạch chịu lửa giống như xây tường nhà. Lò mở hai cửa, kết cấu đơn giản, chiếm ít diện tích, chi phí xây lò không nhiều, tiện lợi cho quy mô gia đình. Vì thế hầu như gia đình nào cũng có lò gốm, thậm chí mỗi nhà có đến 2, 3 lò. Nhiệt độ lò có thể đạt 1250 °C.
Lò con thoi (hay lò gas), lò tuynen (lò hầm, lò liên tục): Trong những năm gần đây, Bát Tràng xuất hiện thêm những kiểu lò hiện đại là lò con thoi, hoặc lò tuynen, với nhiên liệu là khí đốt hoặc dầu. Trong quá trình đốt, nhiệt độ được theo dõi qua hỏa kế, việc điều chỉnh nhiệt độ mà thực chất là quá trình tăng giảm nhiên liệu được thực hiện bán tự động hoặc tự động, công việc đốt lò trở nên đơn giản hơn nhiều. Tuy nhiên, đây không phải là những lò truyền thống của Bát Tràng.

#### Bao nung
Trước đây, các lò gốm Bát Tràng dùng một loại gạch vuông ghép lại làm bao nung. Loại gạch này sau hai ba lần sử dụng trong lò đạt đến độ lửa cao và cứng gần như sành (đó chính là gạch Bát Tràng nổi tiếng).
Gần đây bao nung thường được làm bằng đất sét chịu lửa có màu xám sẫm trộn đều với bột gạch hoặc bao nung hỏng nghiền nhỏ (gọi là sa mốt) với tỉ lệ 25–35% đất sét và 65–75% sa mốt. Người ta dùng một lượng nước vừa đủ để trộn đều và đánh nhuyễn chất hỗn hợp này rồi đem in (dập) thành bao nung hay đóng thành gạch ghép ruột lò. Bao nung thường hình trụ để cho lửa có điều kiện tiếp xúc đều với sản phẩm. Tuỳ theo sản phẩm mà bao nung có kích thước không giống nhau nhưng phổ biến hơn cả là loại có đường kính từ 15 đến 30 cm, dày 2–5 cm và cao từ 5 đến 40 cm. Một bao nung có thể dùng từ 15 đến 20 lần.
Nếu sản phẩm được đốt trong lò con thoi hoặc lò tuynen, thường không cần dùng bao nung.

#### Nhiên liệu
Đối với loại lò ếch có thể dùng các loại rơm, rạ, tre, nứa để đốt lò, sau đó Bát Tràng dùng kết hợp rơm rạ với các loại "củi phác" và "củi bửa" và sau nữa thì củi phác và củi bửa dần trở thành nguồn nhiên liệu chính cho các loại lò gốm ở Bát Tràng. Củi bửa và củi phác sau khi đã bổ được xếp thành đống ngoài trời, phơi sương nắng cho ải ra rồi mới đem sử dụng. Đối với loại lò đàn, tại bầu, người ta đốt củi phác còn củi bửa được dùng để đưa qua các lỗ giòi, lỗ đậu vào trong lò.
Khi chuyển sang sử dụng lò đứng, nguồn nhiên liệu chính là than cám còn củi chỉ để gầy lò. Than cám đem nhào trộn kĩ với đất bùn theo tỷ lệ nhất định có thể đóng thành khuôn hay nặn thành bánh nhỏ phơi khô. Nhiều khi người ta nặn than ướt rồi đập lên tường khô để tường hút nước nhanh và than chóng kết cứng lại và có thể dùng được ngay.
1. Chồng lò

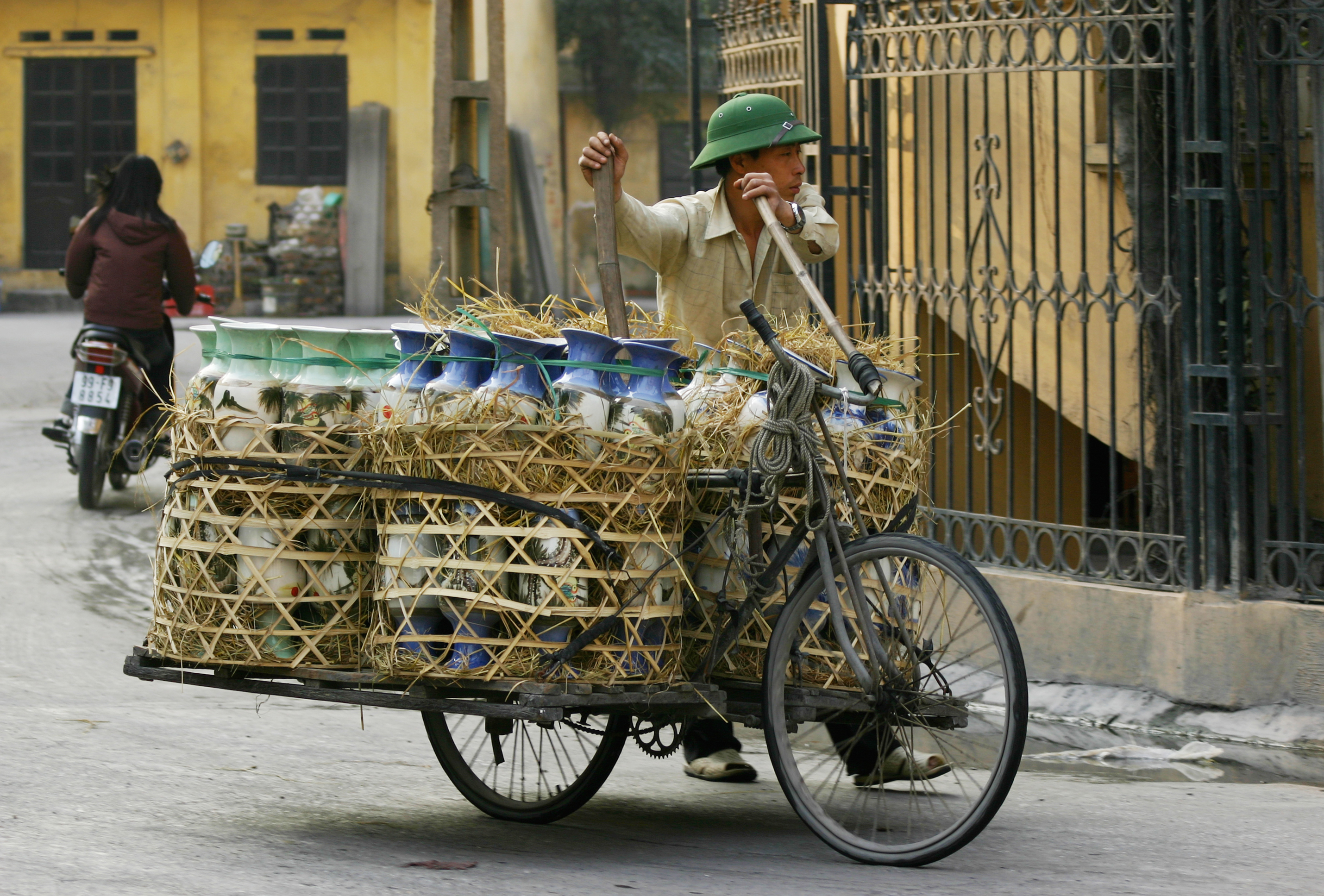

Sản phẩm mộc sau quá trình gia công hoàn chỉnh được đem vào lò nung. Việc xếp sản phẩm trong lò nung như thế nào là tuỳ theo sản phẩm và hình dáng kích, cỡ của bao nung trên nguyên tắc vừa sử dụng triệt để không gian trong lò vừa tiết kiệm được nhiên liệu mà lại đạt hiệu nhiệt cao. Bởi cấu tạo của mỗi loại lò khác nhau nên việc chồng lò theo từng loại lò cũng có những đặc điểm riêng. Đối với loại lò ếch, người ta xếp sản phẩm từ gáy lò ra tới cửa lò, còn đối với loại lò đàn thì người ta xếp sản phẩm từ bích thứ 2 đến bích thứ 10 (riêng bích thứ 10 vì lửa kém nên sản phẩm thường để trần không cần có bao nung ở ngoài). Ở bầu cũi lợn (bầu đầu tiên) nơi dành để đốt nhiên liệu, có nhiệt độ cao nên đôi khi người ta xếp các loại sản phẩm trong các bao ngoại cỡ. Sản phẩm được xếp trong lò bầu giống như lò đàn. Riêng đối với lò hộp, tất cả các sản phẩm đều được đặt trong các bao nung hình trụ không đậy nắp và xếp chồng cao dần từ đáy lên nóc, xung quanh tường lò và chỗ khoảng trống giữa các bao nung đều được chèn các viên than.
Làng Bát Tràng xưa có các phường Chồng Lò, mỗi phường thường gồm 7 người (3 thợ cả, 3 thợ đệm và 1 thợ học việc). Họ chia thành 3 nhóm trong đó mỗi nhóm có 1 thợ cả và 1 thợ đệm, còn thợ học việc có nhiệm vụ bưng bao nung và sản phẩm mộc phục vụ cho cả ba nhóm trên. Nhóm thứ nhất có nhiệm vụ chồng đáy (xếp bao nung và sản phẩm ba lớp từ đáy lên), nhóm thứ hai có nhiệm vụ chồng giữa (xếp ba lớp giữa), còn nhóm thứ ba là nhóm gọi mặt (xếp ba lớp cuối cùng ở vị trí cao nhất trong lò). Phường Chồng Lò ở Bát Tràng chủ yếu tập hợp những người thợ gốm ở Sài Sơn (Quốc Oai, Hà Tây) và Vân Đình (Mỹ Đức, Hà Tây) chuyên phục vụ chơ các lò gốm Bát Tràng.

#### Đốt lò
Nhìn chung đối với các loại lò ếch, lò đàn, lò bầu thì quy trình đốt lò đều tương tự nhau và với kinh nghiệm của mình, người "thợ cả" có thể làm chủ được ngọn lửa trong toàn bộ quá trình đốt lò. Ở lò đàn khoảng một nửa ngày kể từ khi nhóm lửa người ta đốt nhỏ lửa tại bầu cũi lợn để sấy lò và sản phẩm trong lò. Sau đó người ta tăng dần lửa ở bầu cũi lợn cho đến khi lửa đỏ lan tới bích thứ tư thì việc tiếp củi ở các bầu cũi lợn được dừng lại. Tiếp tục ném củi bửa qua các lỗ giòi. Người xuất cả bằng kinh nghiệm của mình kiểm tra kỹ các bích và ra lệnh ngừng ném củi bửa vào bích nào khi biết sản phẩm ở bích đó đã chín. Càng về cuối sản phẩm chín càng nhanh. Khi sản phẩm trong bích đậu đã sắp chín thì người thợ cả quyết định ném dồn dập trong vòng nửa tiếng khoảng 9-10 bó củi bửa qua lỗ đậu rồi kết thúc việc tiếp củi. Trong phường đốt lò, người phường trưởng (xuất cả) phụ trách chung về kỹ thuật, hai người thợ đốt ở cửa lò (đốt dưới), bốn người chuyên ném củi bửa qua các lỗ giòi (đốt trên).
Sau khi nung xong người ta bịt hết các cửa lò, lỗ giòi, lỗ xem lửa để làm nguội từ từ. Quá trình làm nguội trong lò kéo dài 2 ngày 2 đêm, sau đó mới mở cửa lò và để tiếp 1 ngày 1 đêm nữa rồi mới tiến hành ra lò.
Đối với lò đứng, việc đốt lò trở nên đơn giản hơn nhiều vì khi hoàn tất khâu chồng lò cũng có nghĩa là đã kết thúc việc nạp nhiên liệu. Thế nhưng do đặc điểm của lò, người thợ đốt lò dù có dày dạn kinh nghiệm cũng rất khó có thể làm chủ được ngọn lửa, đây thực sự là vấn ra khó khăn nhất trong khâu kĩ thuật ở làng Bát Tràng. Người ta dùng gạch chịu lửa bịt cửa lò lại rồi nhóm lò bằng củi. Lửa cháy bén vào than và bốc từ dưới lên. Than trong lò cháy hết cũng là lúc kết thúc công việc đốt lò. Thời gian đốt lò kể từ lúc nhóm lửa đến khi hoàn toàn tắt lửa kéo dài khoảng 3 ngày 3 đêm. Sau khi lò nguội, sản phẩm ra lò được đánh giá phân loại và sửa chữa lại các khuyết tật (nếu có thể được) trước khi đem ra phân phối sử dụng.

## Những đặc điểm của gốm Bát Tràng
Căn cứ vào những đặc điểm chung về xương gốm, màu men, đề tài trang trí và đặc biệt nhờ các dòng minh văn, có thể rút ra những đặc điểm cơ bản của gốm cổ Bát Tràng.

### Loại hình
Hầu hết, đồ gốm Bát Tràng được sản xuất theo lối thủ công, thể hiện rõ rệt tài năng sáng tạo của người thợ lưu truyền qua nhiều thế hệ. Do tính chất của các nguồn nguyên liệu tạo cốt gốm và việc tạo dáng đều làm bằng tay trên bàn xoay, cùng với việc sử dụng các loại men khai thác trong nước theo kinh nghiệm nên đồ gốm Bát Tràng có nét riêng là cốt đầy, chắc và khá nặng, lớp men trắng thường ngả màu ngà, đục. Bát Tràng cũng là làng gốm có các dòng men riêng từ loại men ngọc cùng với nâu và trắng cho đến men rạn với cốt gốm xốp có màu xám nâu. Dựa vào ý nghĩa sử dụng, có thể phân chia loại hình của đồ gốm Bát Tràng như sau:
- Đồ gốm gia dụng: Bao gồm các loại đĩa, chậu hoa, âu, thạp, ang, bát, chén, khay trà, ấm, điếu, nậm rượu, bình vôi, bình, lọ, choé và hũ.
- Đồ gốm dùng làm đồ thờ cúng: Bao gồm các loại chân đèn, chân nến, lư hương, đỉnh, đài thờ, mâm gốm và kiếm. Trong đó, chân đèn, lư hương và đỉnh là những sản phẩm có giá trị đối với các nhà sưu tầm đương đại vì lẽ trên nhiều chiếc có minh văn cho biết rõ họ tên tác giả, quê quán và năm tháng chế tạo, nhiều chiếc còn ghi khắc cả họ và tên của những người đặt hàng. Đó là một nét đặc biệt trong đồ gốm Bát Tràng.
- Đồ trang trí: Bao gồm mô hình nhà, long đình, các loại tượng như tượng nghê, tượng ngựa, tượng Di Lặc, tượng Kim Cương, tượng hổ, tượng voi, tượng người ba đầu, tượng đầu khỉ mình rắn và tượng rồng.

### Trang trí
- Thế kỉ 14–15: Hình thức trang trí trên gốm Bát Tràng bao gồm các kiểu như khắc chìm, tô men nâu theo kĩ thuật gốm hoa nâu thời Lý–Trần, kết hợp với chạm nổi và vẽ men lam. Khoảng thời gian này đánh dấu sự ra đời của dòng gốm hoa lam đồng thời xuất hiện những đồ gốm hoa nâu vẽ theo gốm hoa lam. Đề tài trang trí còn giới hạn trong các đồ án hoa lá, tiếp nối gốm hoa nâu thời Trần.

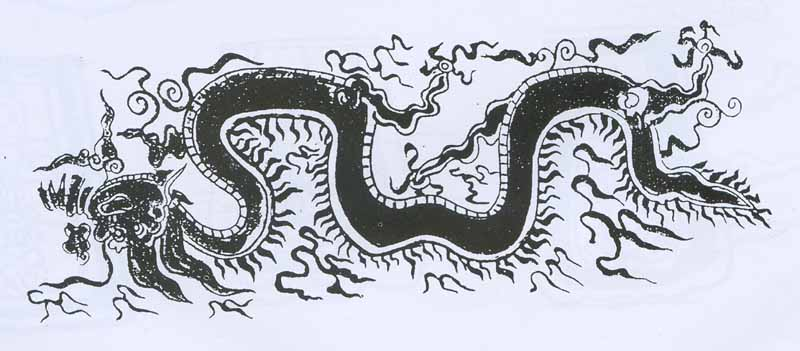
Rồng vẽ trên gốm lam thế kỉ 16 (ảnh chụp tại Bảo tàng lịch sử Việt Nam)

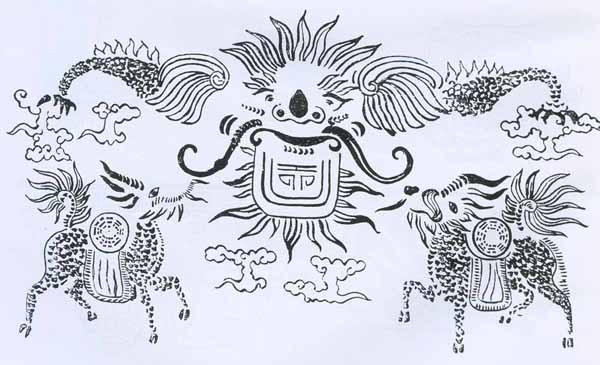
Sư tử-long mã chạm nổi trên gốm thế kỉ 18 (ảnh chụp tại Bảo tàng lịch sử Việt Nam)

- Thế kỉ 16, cùng với việc xuất hiện những chân đèn, lư hương có kích thước lớn hơn, kĩ thuật trang trí chạm nổi kết hợp vẽ men lam đạt đến trình độ tinh xảo. Đề tài trang trí phổ biến có các loại: rồng, phượng, xen kẽ cụm mây, ngựa có cánh, hoạt cảnh người, cánh sen đứng, hoa dây, lá đề, phong cảnh sơn thủy... Trang trí vẽ men lam còn giữ được nhịp độ phát triển, nhiều loại văn hình học và hoa lá còn thấy gần gũi với đồ gốm hoa lam xuất hiện cùng thời ở Chu Đậu, (Hải Dương).
- Thế kỉ 17, kĩ thuật chạm khắc, đắp nổi trên gốm Bát Tràng càng tinh tế, cầu kì, gần gũi với chạm đá và gỗ. Đề tài trang trí tiếp nối thế kỉ 16, đồng thời xuất hiện các đề tài trang trí mới: bộ tứ linh, hổ phù, nghê, hạc... Những đề tài chạm nổi, để mộc điển hình khác như bông cúc hình ôvan, bông hoa 8 cánh, bông cúc tròn, cánh hoa hình lá đề, cánh sen vuông, các chữ Vạn-Thọ (chữ Hán)... Việc sử dụng men lam kém dần, tuy đề tài trang trí vẽ tương đồng với chạm nổi. Thế kỉ 17 xuất hiện dòng gốm men rạn với sự kết hợp trang trí đề tài nổi bật như rồng, tứ linh, hoa lá, cúc-trúc-mai. Trong khoảng thời gian này còn xuất hiện loại gốm nhiều màu, nổi trội nhất là màu ngọc với các đề tài trang trí độc đáo: hoa sen, chim, nghê, hình người...
- Thế kỉ 18, trang trí chạm nổi gần như chiếm chủ đạo thay thế hẳn trang trí vẽ men lam trên gốm Bát Tràng. Các kỹ thuật đúc nổi, dán ghép, chạm khắc nổi đã thích ứng với việc sử dụng men đơn sắc (men trắng xám và men rạn). Đề tài trang trí ngoài bộ tứ linh, rồng, nghê còn thể hiện các loài cây tượng trưng cho bốn mùa. Ngoài đề tài sen, trúc, chim và hoa lá còn thấy xuất hiện các loại văn bát quái, lá lật... Hoa văn đường diềm phát triển manh các nền gấm, chữ vạn, cánh sen nhọn, hồi văn, sóng nước...
- Thế kỉ 19, gốm hoa lam Bát Tràng phục hồi và phát triển phong cách kết hợp sử dụng nhiều loại men vào trang trí. Bên cạnh các đề tài đã có, Bát Tràng còn xuất hiện thêm các đề tài du nhập từ nước ngoài theo các điển tích Trung Quốc như Ngư ông đắc lợi, Tô Vũ chăn dê, Bát tiên quá Hải, Ngư ông kéo lưới...

Đối với các nhà khảo cổ, các nhà sưu tầm đổ cổ và các nhà nghiên cứu mỹ thuật, chủ đề rồng thể hiện qua các thời kì được nhiều người quan tâm nhất vì nó có những sự thay đổi đáng kể. Rồng là đề tài thường được trang trí trên nhiều loại hình, đặc biệt trên chân đèn và lư hương.
- Thế kỉ 16, rồng được đắp nổi hoặc để mộc như trên đồ gốm thời Nguyên (Trung Quốc) hay vẽ men lam, rồng có đôi cánh mọc ra từ chân trước, cong như cánh bướm. Rồng cùng với phượng mở ra cấu trúc trang trí rồng bay phượng múa.

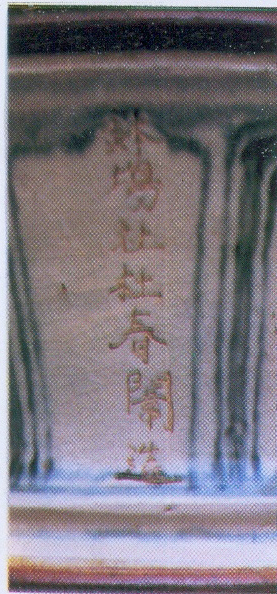
Minh văn trên gốm: Bát Tràng xã, Đỗ Xuân Vi tạo 缽塲杜春闈造

- Đầu thế kỉ 17, rồng vẫn giữ nhiều nét tương đồng rồng thế kỉ 16, nhưng sau đó được cách điệu với 4 khúc không đều nhau, mở ra một kiểu rồng mới, khác lạ. Rồng bố cục theo chiều ngang, dáng rồng ngắn, thân uốn hình cánh cung, tay trước nắm râu. Rồng chạm nổi trong hình khánh hay thấu kính có thân nhỏ và đều có những dải mấy lửa kiểu đao mác. Nửa sau thế kỉ 17 lại xuất hiện dáng rồng gần gũi với rồng điêu khắc trên gỗ. Đuôi rồng từ bên trái trườn qua bên phải, đầu quay vào giữa. Mặt rồng tả chính diện, tay trước nắm râu. Xung quanh rồng có nhiều dải mây nổi vẽ men lam. Một kiểu rồng nữa được thể hiện trên lư hương, đế nghê, mô hình nhà là rồng nổi, đuôi vút lên trên, hai chân trước chống, đầu uốn lên, bố cục trong hình chữ nhật.
- Thế kỉ 18, rồng thân dài, đắp nổi theo dạng phù điêu, đầu nghiêng, hai mắt lồi, sừng và râu cong, bờm gáy dày, vây cá nhọn, vảy rắn, xung quanh rồng có những dải mây nổi hình 3 ngọn lửa. Sau đó, rồng ổ xuất hiện bao gồm một rồng mẹ và 6 rồng con, xen kẽ các dải mây hình khánh. Rồng được thể hiện trên bình con voi, lư hương hoặc trên bao kiếm thờ...Với rồng đắp nổi, chỉ thể hiện đầu rồng chính diện, hai chân trước dang rộng, lộ mũi hẹp, mắt lồi, miệng ngậm vòng tròn hay chữ Thọ kiểu triện còn được thể hiện trên những chiếc đỉnh.
- Thế kỉ 19, rồng lại được thể hiện theo phong cách tượng tròn với thân ngắn, mình tròn, đầu rồng có miệng rộng, mũi cao, vây cá, vảy tròn và được trang trí theo kiểu đắp nổi hoặc vẽ men lam trên đỉnh gốm hoặc trên bình men rạn vẽ nhiều màu. Ngoài ra, còn có đầu rồng với mặt nhìn chính diện, hai chân xoè ngang năm hai dải mây, miệng ngậm vòng...

### Các dòng men
Gốm Bát Tràng có 5 dòng men đặc trưng được thể hiện qua mỗi thời kì khác nhau để tạo nên những sản phẩm đặc trưng khác nhau: men lam xuất hiện khởi đầu ở Bát Tràng với những đồ gốm có sắc xanh chì đến đen sẫm; men nâu thể hiện theo phong cách truyền thống và được vẽ theo kĩ thuật men lam; men trắng ngà sử dụng trên nhiều loại hình đồ gốm từ thế kỉ 17 đến thế kỉ 19, men này mỏng, màu vàng ngà, bóng thích hợp với các trang trí nổi tỉ mỉ; men ngọc được dùng kết hợp với men trắng ngà và nâu tạo ra một đòng Tam thái rất riêng của Bát Tràng ở thế kỉ 16–17 và men rạn là dòng men chỉ xuất hiện tại Bát Tràng từ cuối thế kỉ 16 và phát triển liên tục qua các thế kỉ 17–19.

#### Men lam
Đây là loại men sớm nhất được sử dụng tại Bát Tràng từ thế kỉ 14. Men lam là men gốm được cộng thêm với gốc màu là oxide côban. Thợ Bát Tràng sử dụng men lam đồng thời với kĩ thuật dùng bút lông làm công cụ vẽ trên đồ gốm. Men lam không để để trần như men nâu mà bao giờ cũng được phủ lớp men màu trắng bóng, có độ thủy tinh hoá cao sau khi nung. Men lam có sắc độ từ xanh chì đến xanh sẫm. Bên cạnh điểm tương đồng với các loại bình gốm hoa lam sản xuất ở lò Chu Đậu (Hải Dương), gốm hoa lam Bát Tràng ngay ở thời kì đầu đã có những nét riêng về dáng và về hoạ tiết trang trí. Những bát, âu, lọ, chân đèn gốm hoa lam của Bát Tràng thế kỉ 14–15 có nét chung dễ nhận là lối vẽ phóng bút, dù là vẽ phong cảnh, hoa dây lá hay vẽ rồng.
Gốm hoa lam Bát Tràng thế kỉ 16, có sắc xanh đen. Men lam dùng để vẽ mây kết hợp với trang trí hình rồng nổi để mộc, vẽ cánh sen, các băng đường diềm các cặp chân đèn ngoài ra men lam dùng vẽ vào các hình trang trí nổi rồng, hoa dây và cánh sen của chân đèn và lư hương.
Thế kỉ 17 là một thời kì men lam kém phát triển tại Bát Tràng. Trên một số các chân đèn, lư hương, hũ, tượng gốm Bát Tràng (thế kỉ 17) hiện còn, lớp men vẽ trang trí màu nâu ở những chỗ men phủ màu trắng ngà rạn bị bong tróc, chỗ còn men phủ, màu nâu có sắc xanh chì, đặc biệt là chân đèn và lư hương, các hình vẽ men lam kém chau chuốt và tình trạng khá phổ biến men lam chảy nhoè, không nhận ra các họa tiết. Trong khi đó khắc chạm nổi, để mộc rất tỉ mỉ, đạt tới đỉnh cao.
Cuối thế kỉ 18, trong đỉnh cao về men rạn, Bát Tràng xuất hiện lối kết hợp trang trí nổi với vẽ lam như trên chân đèn, men lam được khôi phục trở lại trên đồ gốm Bát Tràng.
Thế kỉ 19, men lam được vẽ trang trí trên lư, choé, bình, lọ, bát hương, nậm rượn phủ men rạn trắng ngà hoặc đỉnh gốm, bình gốm men nhiều màu. Nét biểu hiện đặc trưng của men lam gốm Bát Tràng là sắc màu và lối vẽ, nhìn chung có sắc trầm. Dùng men lam vẽ phong cảnh sơn thủy, nhà cửa, lâu đài, nhân vật khá thành công trên bình. Men lam có sắc tươi dùng tô vẽ trang trí nồi trên đỉnh có thể là một trong số những tiêu bản gốm hoa lam đẹp nhất của gốm Bát Tràng ở cuối thế kỉ 19.
Trong xu hướng ảnh hưởng kiểu dáng, đề tài và cạnh tranh thị trường với gốm sứ Trung Quốc, đồ gốm Bát Tràng ở thế kỉ 19 còn có nhiều trường hợp dùng nhiều màu men. Chẳng hạn, để thể hiện đê tài Bát Tiên quá hải người thợ Bát Tràng dùng men nâu và men lam tô lên các hình trang trí nồi sau đó phủ men trắng rạn. Men lam cùng với men trắng vẽ các đề tài mã liễu, tiêu tượng, tùng lộc trên lư gốm men nâu, men lam vẽ cành liễu, khóm lan, bụi cỏ trong bức tranh nổi Tô Vũ chăn dê, men lam cùng với men nâu sắc sẫm và nhạt tạo nên chiếc đỉnh gốm men nhiều màu đồ sộ. Đó cũng là bằng chứng sinh động về bàn tay tài khéo của nhiều đời thợ gốm Bát Tràng được kế thừa và không ngừng tiến triển.

#### Men nâu
Một trong số các loại men sử dụng đầu tiên ở Bát Tràng là men nâu, sắc độ màu của men phụ thuộc nhiều vào xương gốm (xương gốm Bát tràng dày và thường có màu nâu xám). Trên các đồ gốm có niên đại thế kỉ 14 đầu thế kỉ 15, men nâu được dùng tô lên các đồ án trang trí kết hợp với men nền màu trắng ngà bao gồm chân đèn, thạp, chậu, âu, đĩa...Men nâu có sắc độ đỏ nâu hay gọi là màu bã trầu (chocolate), men này không bóng, trên bề mặt men thường có vết sần. Men nâu còn được dùng phủ toàn bộ rồi cạo bỏ phần men tạo thành đồ án hoa văn mộc. Thế kỉ 14, thợ gốm Bát Tràng đã biết hạn chế sự ảnh hưởng màu men nâu do mộc bằng cách vẽ men nâu trên lớp men trắng ngà để chuyển men nâu đỏ sang vàng nâu.
Trong các loại hình của nhóm đồ gốm men nhiều mâu thế kỉ 16–17, men nâu được dùng xen lẫn với men ngọc, men ngà, tạo ra các sắc độ khác nhau. Men nâu giữ vị trí các đường chỉ chia băng, tô lên hoa sen hoặc các hình rồng, đối với lư hương chữ nhật men nâu tô lên phần chân đế...
Các đồ gốm thế kỉ 18 tiếp tục sử dụng men nâu nhiều theo cách thức cổ truyền, một số nghệ nhân tìm tòi phát huy thêm để làm phong phú màu men này, đặc biệt trên cặp tượng hổ chế tạo khoảng năm 1740, men nâu dưới lớp men rạn tạo nên bộ da hổ có màu sắc đa dạng hơn.
Thế kỉ 19, men nâu dùng làm nền cho các trang trí men trắng và xanh. Những bình, lọ men rạn ngà, thể hiện đề tài trang trí: Ngư ông đắc lợi, tùng hạc, Tô Vũ chăn dê, Bát tiên quá hải... men nâu dùng để tô trên những thân cây tùng, cây liễu hoặc điểm thêm vào các dải mây, tà áo của Bát tiên. Thế kỉ 19 là thời điểm đánh dấu men nâu đã chuyển sắc thành một loại men bóng (thường gọi là men da lươn), sử dụng rộng rãi ở Bát Tràng cho tới tận ngày nay.

#### Men trắng (ngà)
Đây là loại men trắng, nhiều trường hợp ngả màu vàng ngà, bóng khi nhiệt độ nung đạt độ cao nhưng cũng nhiều trường hợp có màu trắng xám, trắng sữa, đục. Cùng với kiểu dáng và trang trí, men trắng ngà cũng tạo nên một nét riêng biệt của đồ gốm Bát Tràng. Men trắng ngà đã thấy sử dụng phủ lên trang trí men lam hay men nâu, nhưng trong rất nhiều đồ gốm Bát Tràng chỉ thấy dùng men trắng ngà.
Gốm Bát Tràng thế kỉ 17 đạt đỉnh cao trong kĩ thuật trang trí nổi với hầu hết các thủ pháp kĩ thuật chạm trổ, dán ghép. Men trắng ngà được sử dụng trên các lư hương để phủ trên các rìa, ước và đường viền ngoài phần trang trí nổi, rất ít khi phủ lên hình trang trí. Vì men trắng mỏng, xương gốm được lọc luyện kĩ và độ nung cao nên có chất lượng tốt, một số sản phẩm men trắng ngà phủ lên trang trí nổi dày vẫn có vết rạn men.
Thế kỉ 18, men trắng ngà còn thấy sử dụng trên một số loại hình khác nhau cùng trang trí nổi để mộc. Những lư hương tròn được đắp nổi hình rồng và mặt nguyệt, phần còn lại phủ men trắng ngà.
Vào thế kỉ 19, gốm Bát Tràng chưa mất hẳn kiểu trang trí nổi để mộc, men ngà còn thấy sử dụng trên các loại bình, lọ, lư hương, tượng tròn. Bình gốm có nắp có các hình rồng mây và lục bảo trang trí nổi để mộc, phần còn lại phủ men trắng ngà. Trên các loại bình, lư hương quai tùng, lư hương chữ Thọ; cặp tượng đầu khỉ thân rắn, tượng rồng trang trí kiến trúc, tượng ba đầu, tượng Phật Bà Quan Âm ngồi trên toà sen đều thấy sử dụng men ngà, xám.

#### Men ngọc
Thế kỉ 14–19 men ngọc được dùng khá nổi trội cùng với men trắng ngà và nâu. Men ngọc, men ngà và nâu tạo ra loại Tam thái riêng của gốm Bát Tràng thế kỉ 16–17. Trên chân đèn men ngọc tô lên những bông sen nổi, băng hoa tròn của dải cánh sen các bông hoa tròn hình bánh xe, các hình rồng, các bông hoa nổi đường diềm quanh vai.
Men ngọc còn dùng vẽ mây, tô lên nhiều góc mảng diềm, đế và các cột dọc của long đình; men rêu sắc sẫm ở các cột vuông mô hình nhà 2 tầng hay một số mảng đường diềm lư hương chữ nhật. Men ngọc, sắc nhạt, trên chân đèn, đế nghê. Trên lư hương tròn men ngọc thấy điểm vào 4 hình chữ S nổi giữa thân và chân cùng một đôi chỗ trên bụng. Men ngọc sắc sẫm còn thấy tô trên một số mảng trang trí nổi, hình nghê của lư tròn và trên diềm trang trí nổi chân trước tượng nghê.
Men ngọc, dù ở các sắc độ khác nhau nhưng sự xuất hiện của nó mang ý nghĩa rất lớn vì chỉ thấy trên đồ gốm Bát Tràng thế kỉ 16–17 và có thể xem đây là một dữ kiện đoán định niên đại khá chắc chắn cho các đồ gốm Bát Tràng trên nhiều loại hình khác nhau.

#### Men rạn

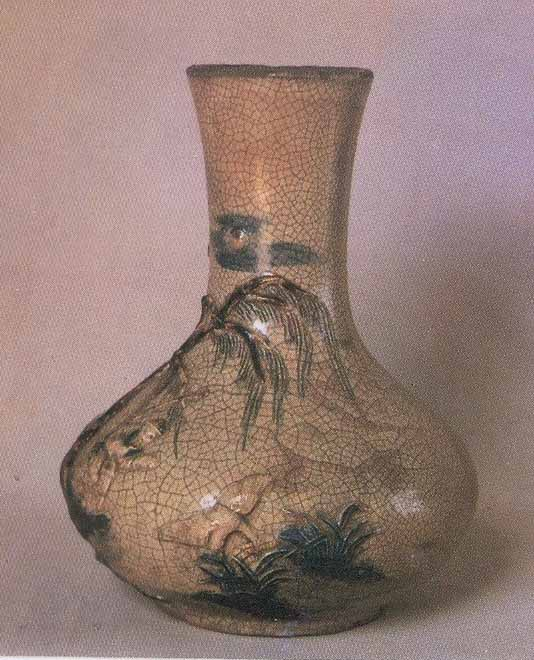
Bình gốm Bát Tràng, men rạn, thế kỉ 19, vẽ nhiều màu

Đây là một loại men độc đáo tạo ra do sự chênh lệch về độ co giữa xương gốm và men. Cho đến nay các tài liệu gốm men cổ ở Việt Nam xác nhận mang men rạn chỉ được sản xuất tại lò gốm Bát Tràng từ khoảng cuối thế kỉ 16 và kéo dài tới đầu thế kỉ 20.
Lư hương khắc minh văn, do gia đình Đỗ Phủ sản xuất vào cuối thế kỉ 16 thể hiện lớp men rạn trên 2 phần dưới của lư hương tròn có thể xem là tiêu bản gốm men rạn sớm nhất. Men rạn có sắc ngà xám các vết rạn chạy dọc và ngang chia ra nhiều hình tam giác, tứ giác.
Cặp chân đèn do "Đỗ phủ xã Bát Tràng" tạo tạo khoảng năm 1600–1618, trong đó men rạn phủ toàn bộ từ miệng tới chân, có màu vàng ngà, rạn trong men, đường chỉ rạn màu đen. Những cặp hiện vật men rạn này rêu có trang trí nổi, ngoài men rạn ra không còn loại men nào khác, đó là những tiêu bản men rạn chuẩn mực của Bát Tràng vào thế kỉ 17.
Thế kỉ 18 Bát Tràng còn được sản xuất nhiều loại đồ gốm men rạn có ghi niên đại. Đỉnh gốm men rạn được chế tạo vào năm 1736, men rạn có màu trắng xám. Một đỉnh gốm men rạn khác, có nắp, thân và đế, chế tạo vào khoảng năm 1740–1768 lại dùng men rạn có màu vàng ngà... Men rạn còn được sù dụng trên các loại hình như: chân nến trúc hoá long; ấm có nắp, đài thờ các nắp, cặp tượng nghê.
Thế kỉ 19, các đồ gốm dòng men rạn còn tiếp tục phát triển, bên cạnh việc sử dụng kết hợp men rạn với trang trí vẽ lam. Trên các đồ gốm, thợ Bát Tràng còn đắp nổi, khắc chìm hoặc không trang trí, men rạn có màu trắng xám.

### Minh văn

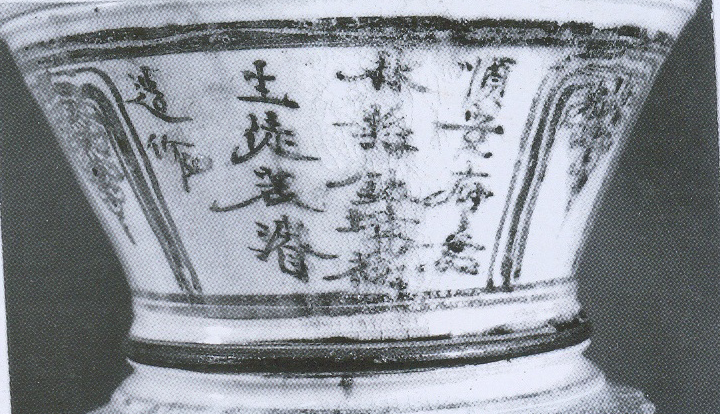
Minh văn trên gốm: Thuận an phủ, Gia Lâm huyện, Bát Tràng xã, sinh đồ Vũ Thanh tạo tác 順安府嘉林縣鉢塲社生徒武湷造作

Gốm Bát Tràng nhiều trường hợp có minh văn, thể hiện bằng khắc chìm hay viết bằng men lam dưới men trắng. Một số minh văn cho biết rõ năm sản xuất, họ tên quê quán tác giả chế tạo cùng họ tên, có khi là cả chức tước của người đặt hàng.
Thế kỉ 15, một minh văn khắc trên phần dưới chân đèn có ghi: Thuận An phủ, Gia Lâm huyện, Bát Tràng xã tín thí Hoàng Li tỉnh thê Nguyễn Thị Bảo. Trên đai tô nâu giũa phần dưới chân đèn có viết bằng men 6 chữ Hán: Thời Trung xã, Hoàng Phúc tạo. Hoặc cặp phần dưới chân đèn minh văn cho biết: Tác giả: Vũ Ngộ Trên, Bùi Thị Đỗ, Hoàng Thị Vệ, Bùi Huệ, và Trần Thị Ngọ; Thời gian chế tạo: niên hiệu Diên Thành. Có minh văn ghi rõ người đặt hàng như cặp chân đèn hai phần: Người đặt hàng: Lê Thị Lộc, ở Vân Hoạch, Xuân Canh huyện Đông Ngạn. Thời gian chế tạo: Năm Diên Thành thứ 2. Một cặp chân đèn khác có khắc minh văn dài, một bên khắc 3 dòng và một bên 14 dòng, cho biết: Tác giả: Bùi Huệ và Bùi Thị Đỗ; thời gian chế tạo: ngày 25 tháng 11 năm Diên Thành thứ 3; những người đặt hàng: gia đình họ Lưu cùng họ Nguyễn, Lê, Đinh... Trong đớ, họ Lưu, tước Ninh Dương Bá, làm việc ở Thanh Tây vệ, Ti Đô chỉ huy sứ, Đô chỉ huy kiểm sự. Quê quán nhà họ Lưu: xã Lai Xá, huyện Đan Phượng, Phủ Quốc Oai...
Và còn rất nhiều sản phẩm có ghi minh văn, những sản phẩm này một số đang được trưng bày tại Bảo tàng Lịch sử Việt Nam, một số tại các bảo tàng nước ngoài, một số hiện được sở hữu bởi các nhà sưu tầm đồ cổ, một số lưu lạc trong dân gian và một số còn chìm sâu trong lòng đất.

## Hình ảnh sản phẩm

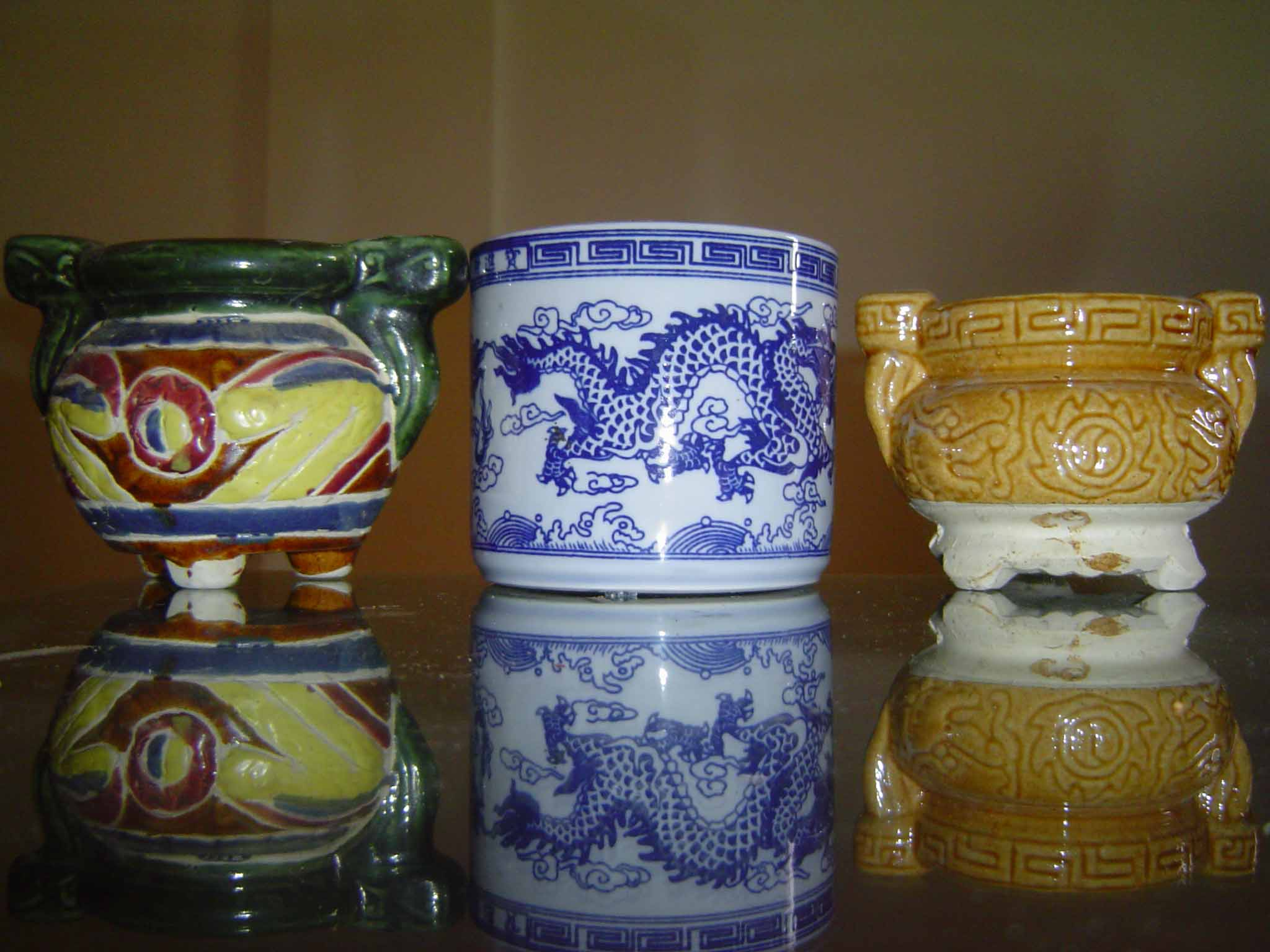
Lư hương
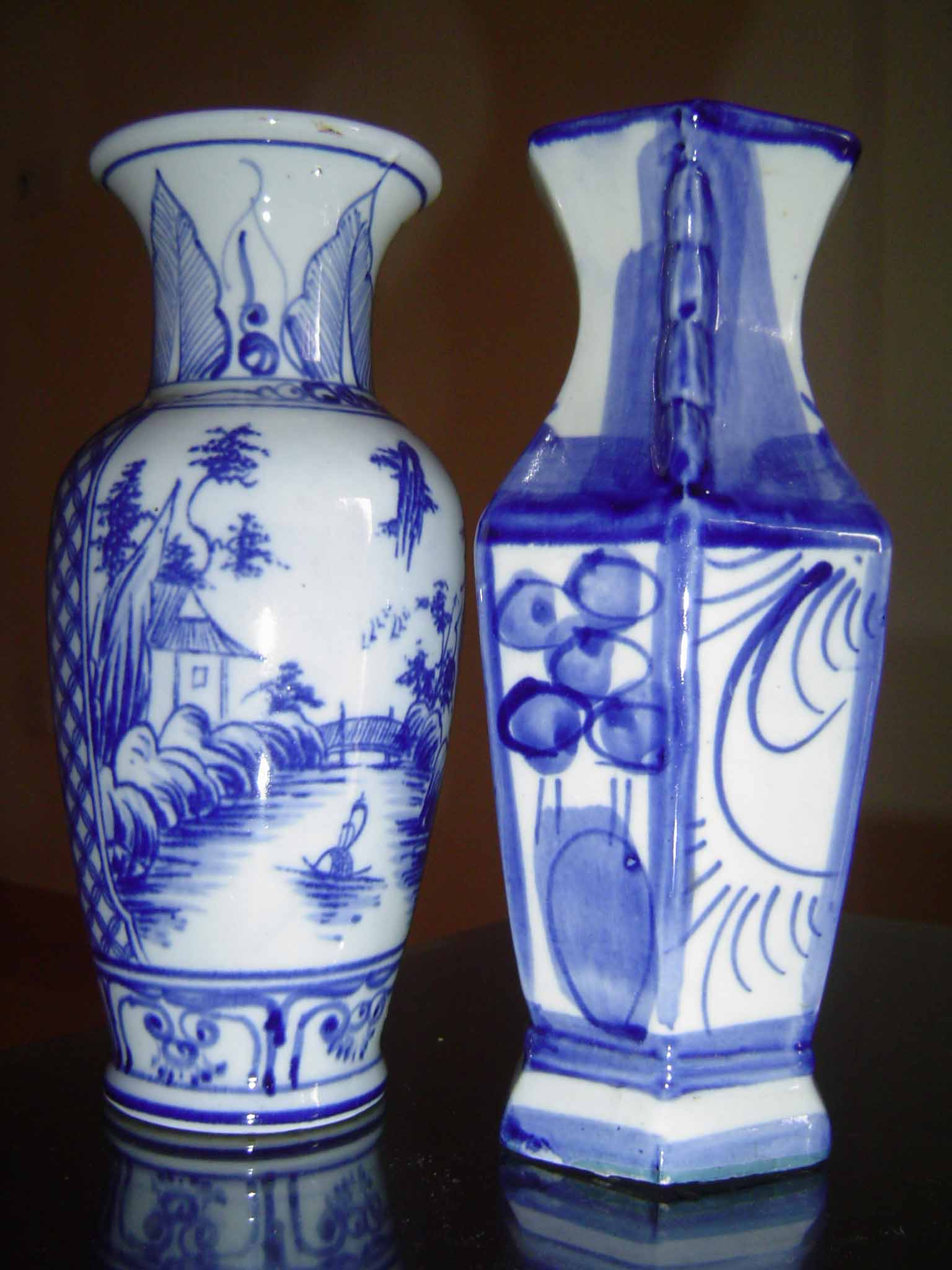
Lọ hoa
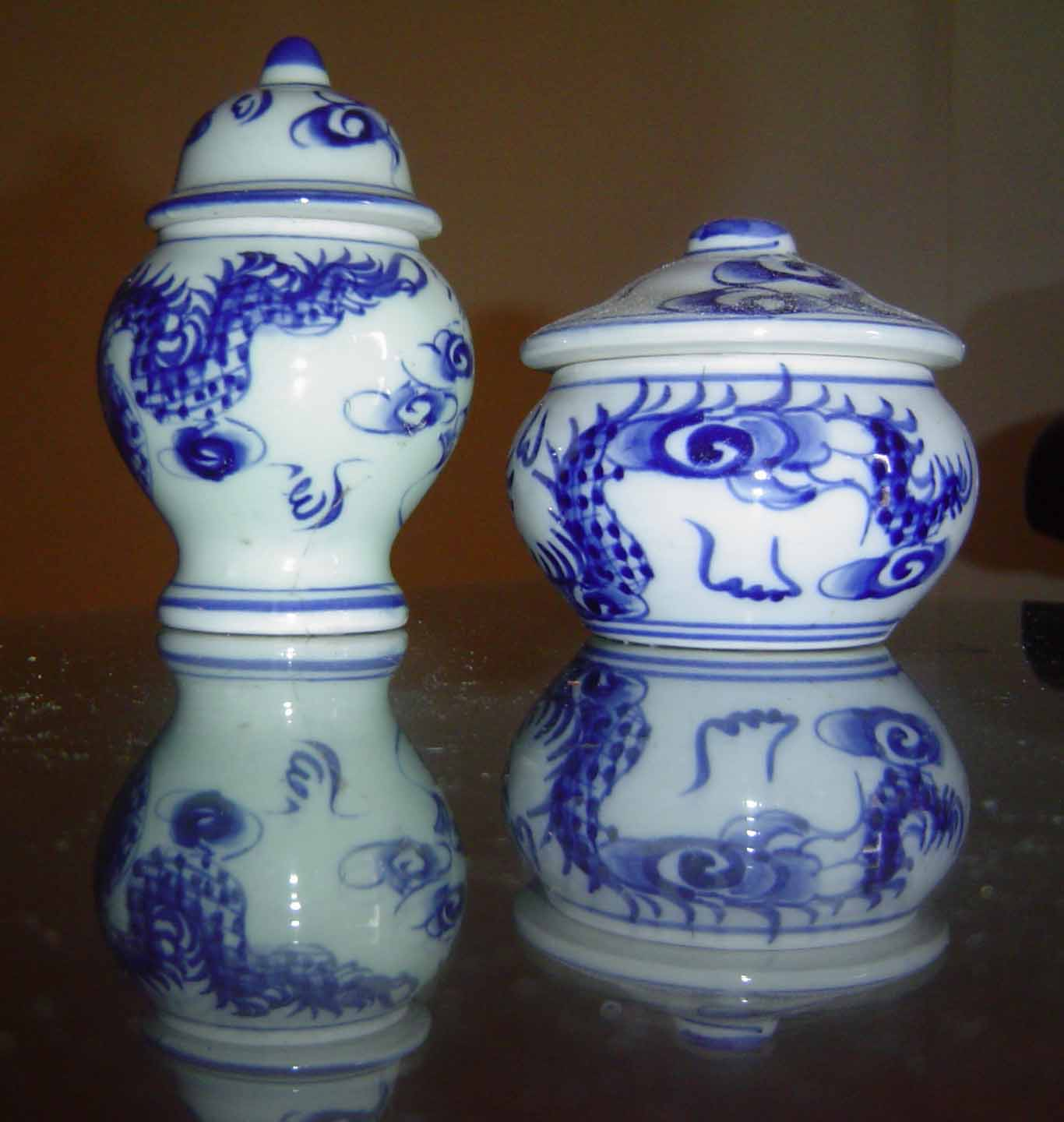
Men lam-Hũ có nắp
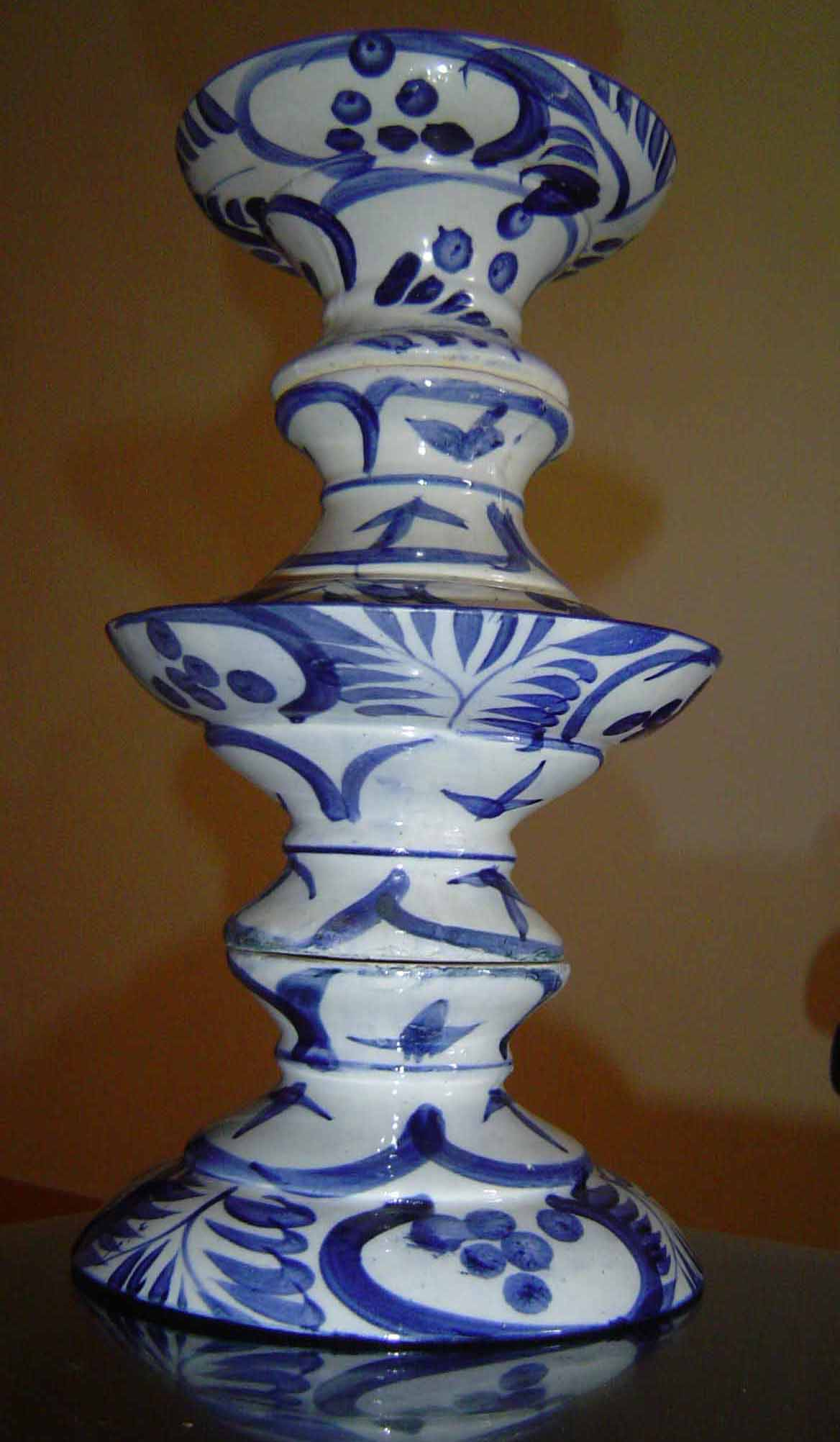
Men lam-Bồng
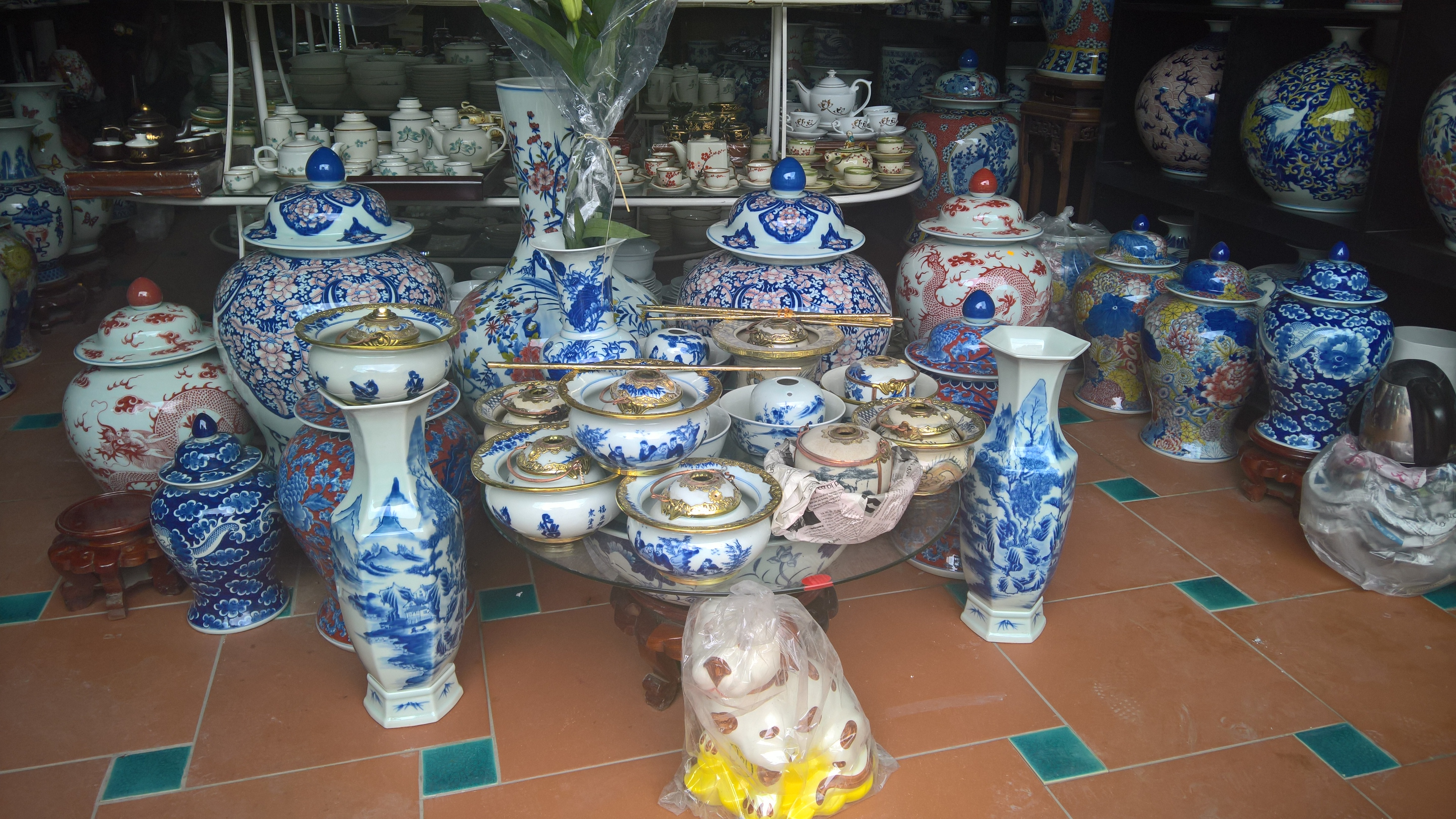
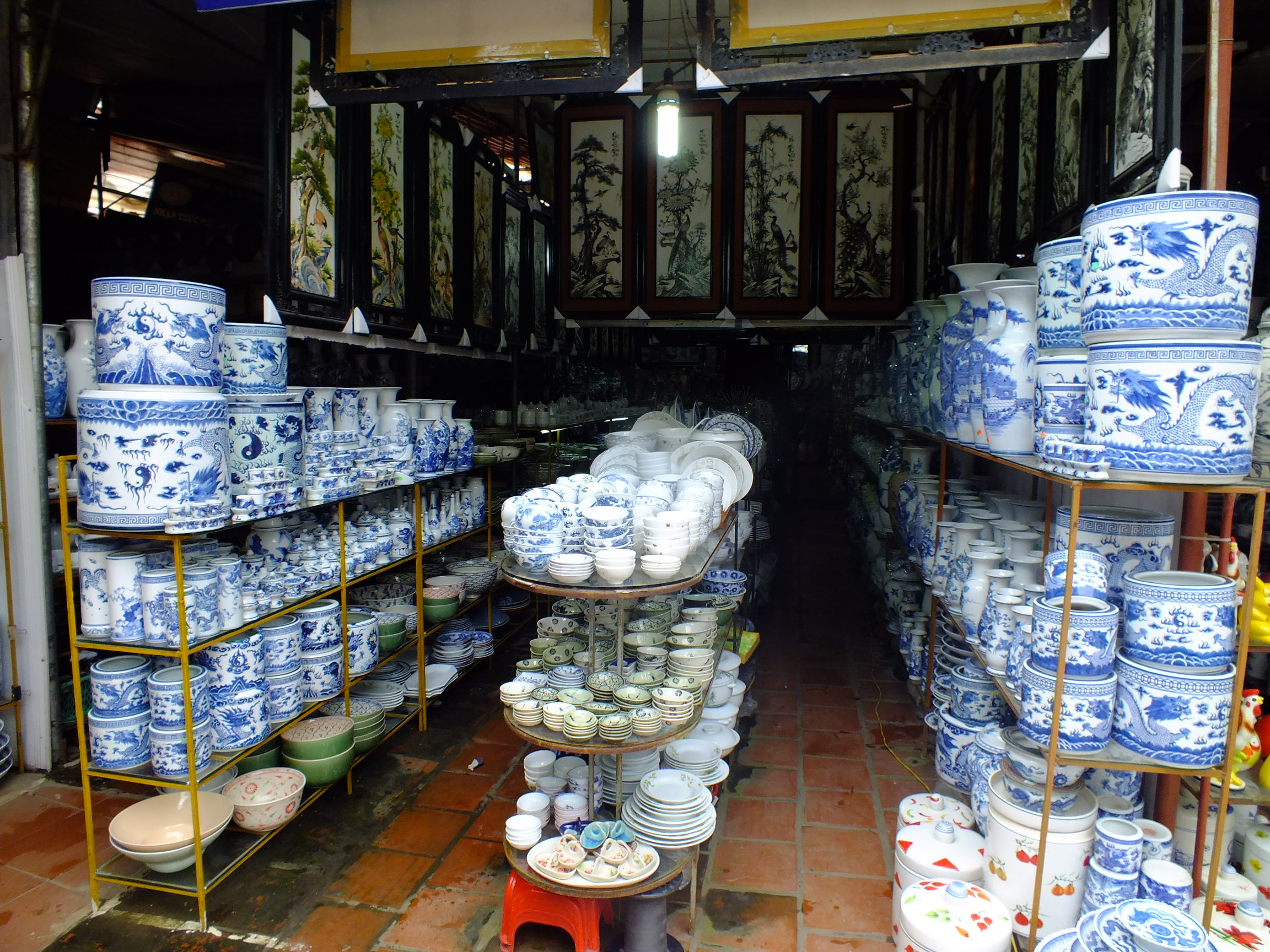